# イギリス海軍艦艇一覧
イギリス海軍艦艇一覧は、イギリス海軍 (Royal Navy) が過去保有した、または現在保有する、または将来保有する予定の、未完成・計画中止を含めた歴代艦艇一覧である。
凡例は以下を参照、Wikipedia‐ノート:ウィキプロジェクト 船/記事名/船種表記/艦艇一覧表記の検討

## 現有勢力（2011年現在）
- 国防予算：624億ドル（+27億ドル）
- 海軍人員：2万8,120名（+630名）
- 艦船隻数：101隻（－6隻）

潜水艦×11（－1）
空母×1（-2）
駆逐艦×7
フリゲート×16（-1）
氷海警備艦×1
哨戒艦×4
哨戒艇×2
哨戒/練習艇×16
揚陸ヘリコプター母艦×1
ドック型輸送揚陸艦×2
ドック型揚陸艦×4
掃海艇×15（-1）
測量艦×3（-1）
補給/給油艦×10
工作艦×1
傷病兵収容艦×1
車両輸送艦×6
- 航空機数：337機（-72機）

艦載固定翼機×0（－40）
艦載ヘリコプター×310（-17）
陸上固定翼機×27（-15）
- コースト・ガード[2]

## 艦艇一覧（近代海軍以前）

### キャラック
- メアリー・ローズ（Mary Rose）
- アンリ・グラサデュー（Henry Grace a dieu）
- コンスタント・リフォーメーション（英語版）(Constant Reformation)

### ガレオン
- グレイハウンド（英語版）(Greyhound)
- アンテロープ（英語版）(Antelope)
- トライアンフ（英語版）（Triumph）
- ヴィクトリー（Victory）
- ボナヴェンチャー(Bonaventure)
- ゴールデン・ハインド（Golden Hind）
- リヴェンジ（Revenge）
- アーク・ロイヤル（英語版）（Ark Royal）
- デインティ（英語版）(Dainty)

### フリゲート
- グラスゴー（英語版） (HMS Glasgow)

- ローバック級（英語版） - 5等 
  - ローバック（英語版）(HMS Roebuck)
  - ロミュルス（英語版） (HMS Romulus)
  - アクティオン (HMS Actaeon)
  - ヤヌス（英語版） (HMS Janus)
  - カロン（初代）（英語版） (HMS Charon)
  - ドルフィン（英語版） (HMS Dolphin)
  - ユリシーズ（英語版） (HMS Ulysses)
  - エンディミオン (HMS Endymion)
  - セラピス（初代）（英語版） (HMS Serapis)
  - アシュアランス (HMS Assuarance)
  - アルゴ（英語版） (HMS Argo)
  - ディオメード（英語版） (HMS diomede)
  - メディエイター（英語版） (HMS Mediator)
  - レジスタンス（英語版） (HMS Resistance')
  - グラディエーター（英語版） (HMS Gladiator)
  - セラピス（2代） (HMS Serapis)
  - エクスペリメント (HMS Experiment)
  - ガーディアン（英語版） (HMS Gurdian)
  - レギュラス (HMS Regulus)
  - カロン（2代）(HMS Charon)

- スフィンクス級（英語版） - 6等 
  - スフィンクス (HMS Sphinx)
  - カミラ（英語版） (HMS Camilla)
  - ダフネ (HMS Daphne)
  - ガラテア (HMS Galatea)
  - アリアドネ (HMS Ariadne)
  - ヴェスタル (HMS Vestal)
  - ペルセウス (HMS Perseus)
  - ユニコーン (HMS Unicorn)
  - アリエル (HMS Ariel)
  - ナルシサス (HMS Narcissus)

- ポーキュパイン級（英語版） - 6等 
  - ポーキュパイン（英語版）(HMS Porcupine)
  - ペリカン（英語版） (HMS Plican)
  - ユーリディス（英語版） (HMS Eurydice)
  - ハイエナ（英語版） (HMS Hyaena)
  - ペネロープ (HMS Penelope)
  - アンフィトリティ（英語版） (HMS Amphitrite)
  - クロコダイル (HMS Crocodile)
  - セイレーン (HMS Siren)
  - パンドラ (HMS Pandora)
  - チャンピオン (HMS Champion)

- ミネルヴァ級（英語版） - 5等
  - ミネルヴァ（英語版）(HMS Minerva)
  - アリシューザ（英語版）(HMS Arethusa)
  - フェートン（HMS Phaeton）
  - セティス（英語版）
- ケベック（英語版） (HMS Quebec)

- ハーマイオニー級（英語版） - 5等 
  - ハーマイオニー（HMS Hermione）
  - ドルイド（英語版） (HMS Druid)
  - アンドロメダ（英語版） (HMS Andromeda)
  - ペネロープ (HMS Pnelope)
  - アクィロン (HMS Aquilon)
  - ブランチ（英語版） (HMS Blanche)

- インディファティガブル（HMS Indefatigable）
- ボン・シトワンヌ（英語版）(HMS Bonne Citoyenne)

- エンディミオン級（英語版） - 5等 
  - エンディミオン（英語版）(HMS Endymion)
  - セブン（英語版）(HMS Seven)
  - リフィー (HMS Liffey)
  - リヴァプール（英語版）(HMS Liverpool)
  - グラスゴー (HMS Glasgow)
  - フォース（英語版）(HMS Forth)

- サプライズ（HMS Surprise）
- ペネロピ (HMS Penelope)
- ライブリー（HMS Lively）
- ゲリエール（英語版）（HMS Guerriere）
- ジャバ（HMS Java）
- ハーミーズ級（英語版）- 6等
  - ハーミーズ（英語版）(HMS Hermes)
  - ミュルミドン (HMS Myrmidon)
  - アリアドネ（英語版）(HMS Ariadne)
  - ヴァローラス (HMS Valorous)

- サウサンプトン級（英語版） - 5等 
  - サウサンプトン（英語版）(HMS Saouthampton)
  - ポートランド  (HMS Portland)
  - ランカスター  (HMS Lancaster)
  - ウィンチェスター (HMS Winchester)
  - チチェスター (HMS Chichester)
  - ウースター (HMS Worcester)

- アソール級（英語版） - 6等 
  - アソール (HMS Atholl)
  - ニーメン (HMS Niemen)
  - レンジャー (HMS Ranger)
  - ラトルスネーク（英語版） (HMS Rattlesnake)
  - ノース・スター（英語版） (HMS North Star)
  - ツイード (HMS Tweed)
  - タルボット（英語版） (HMS Talbot)
  - レインボー (HMS Rainbow)
  - アリゲーター (HMS Alligator)
  - ヘラルド（英語版） (HMS Herald)
  - サマラン (HMS Samarang)
  - サクセス（英語版） (HMS Success)
  - クロコダイル (HMS Crocodile)
  - ニムロッド (HMS Nimrod)

- ユーライアス (HMS Euryalus)

### コルベット
- グラスゴー（英語版） (HMS Glasgow)

### その他
スループ
- スピーディ（Speedy）

カッター
- アルデバラン（Aldebaran）

バーク
- ビーグル（Beagle）
- アドヴェンチャー（Adventure）
- エンデバー（Endeavor）

未分類
- ヴァンガード (英海軍)
- ニューカッスル (英海軍)
- バウンティ (帆船)
- レゾリューション (帆船)

## 艦艇一覧（近代海軍）

### 主力艦

#### 装甲艦
舷側砲艦
- ウォーリア級（英語版）- 2隻
  - ウォーリア (HMS Warrior)
  - ブラック・プリンス（英語版）(HMS Black Prince)
- ディフェンス級（英語版） - 2隻
  - ディフェンス（英語版）(HMS Defence)
  - レジスタンス（英語版）(HMS Resistance)
- ヘクター級（英語版）- 2隻
  - ヘクター（英語版）(HMS Hector)
  - ヴァリアント（英語版）(HMS Valiant)

- アキリーズ（英語版）(HMS Achilles)

- マイノーター級（英語版）-1863年
  - マイノーター（英語版）(HMS Minotaur)
  - エジンコート（英語版）(HMS Agincourt)
  - ノーサンバーランド（英語版）(HMS Northumberland)
- プリンス・コンソート級（英語版）（ブルワーク級戦列艦（英語版）を改装）- 4隻
  - プリンス・コンソート（英語版）(HMS Prince Consort)
  - カレドニア（英語版）(HMS Caledonia)
  - オーシャン (HMS Ocean)
  - ロイヤルオーク（英語版）(HMS Royal Oak)
- ロード・クライド級（英語版）- 2隻
  - ロード・クライド（英語版）(HMS Lord Clyde)
  - ロード・ウォーデン（英語版）(HMS Lord Warden)

中央砲郭艦
- ロイヤル・アルフレッド（英語版）（HMS Royal Alfred）：ブルワーク級戦列艦を改装。
- リサーチ（英語版）(HMS Research)
- エンタープライズ（英語版）(HMS Enterprise)
- フェイヴァリット（英語版）(HMS Favorite)
- ゼラス（英語版）(HMS Zealous) ：ブルワーク級戦列艦を改装
- レパルス（英語版）(HMS Repulse)：ブルワーク級戦列艦を改装
- パラス（英語版）(HMS Pallas)
- ベレロフォン（英語版）(HMS Bellerorhon)
- ペネロープ（英語版）(HMS Pnelope)
- ハーキュリーズ（英語版）(HMS Hercules)

- オーディシャス級（英語版）- 4隻
  - オーディシャス（英語版）(HMS Audacious)
  - インヴィンシブル（英語版）(HMS Invincible)
  - アイアン・デューク（英語版）(HMS Iron Duke)
  - ヴァンガード（英語版）(HMS Vanguard)
- スウィフトシュア級（英語版）- 2隻
  - スウィフトシュア（英語版）(HMS Swiftsure)
  - トライアンフ（英語版）(HMS Triumph)

- スルタン（英語版）(HMS Sultan)
- アレクサンドラ（英語版）(HMS Alexandra)
- シュパーブ（英語版）(HMS Superb)

露砲塔艦
- テメレーア（英語版）(HMS Temeraire)

ターレット艦
- モナーク（英語版）(HMS Monarch)
- キャプテン（英語版）(HMS Captain)
- ネプチューン (HMS Neptune)

海防装甲艦
- ロイヤル・ソヴリン（英語版） (HMS Royal Sovereign)
- プリンス・アルバート（英語版）(HMS Prince Albert)

- スコーピオン級（英語版）
  - スコーピオン（英語版）(HMS Scorpion)
  - ワイバーン（英語版）(HMS Wibern)

- ホットスパー（英語版）(HMS Hotsupur)
- ルパート（英語版）(HMS Rupert)

- ベライル級（英語版）- 2隻
  - ベライル（英語版）(HMS Belleisle)
  - オライオン（英語版）(HMS Orion)
- コンカラー級（英語版） - 2隻
  - コンカラー（英語版）(HMS Conqueror)
  - ヒーロー（英語版）(HMS Hero)

モニター艦
- マグダラ（英語版） (HMS Magdala)
- アビシニア（英語版） (HMS Abyssinia)
- グラットン（英語版） (HMS Glatton)

- サイクロプス級（英語版）
  - サイクロプス（英語版） (HMS Cyclops)
  - ゴーゴン（英語版） (HMS Gorgon)
  - ヘカテー（英語版） (HMS Hecate)
  - ハイドラ（英語版） (HMS Hydra)

#### 戦艦
草創期の戦艦
- デヴァステーション級 - 2隻
  - デヴァステーション（英語版）(HMS Devastation)
  - サンダラー（英語版）(HMS Thunderer)
- ドレッドノート (HMS Dreadnought)
- インフレキシブル (HMS Inflexible)
- エイジャックス級 - 2隻
  - エイジャックス（英語版）(HMS Ajax)
  - アガメムノン（英語版）(HMS Agamemnon)
- コロッサス級 - 2隻

コロッサス（Colossus）、エジンバラ（Edinburgh）
- アドミラル級 - 6隻
  - ベンボウ - 1隻

ベンボウ（Benbow）
- コリングウッド - 1隻

コリングウッド（Collingwood）
- ロドニー級 - 4隻

ロドニー（Rodney）、ハウ（Howe）、キャンパーダウン（Camperdown）、アンソン（Anson）
- ヴィクトリア級 - 2隻

ヴィクトリア（Victoria）、サンス・パレイル（Sans Pareil）
- トラファルガー級 - 2隻

トラファルガー（Trafalgar）、ナイル（Nile）
- フッド - 1隻

フッド（Hood）
前弩級戦艦
- ロイヤル・サブリン級 - 7隻（1隻設計変更）

ロイヤル・サブリン（Royal Sovereign）、エンプレス・オブ・インディア（Empress of India）、ラミリーズ（Ramillies）、レパルス（Repulse）、レゾリューション（Resolution）、リヴェンジ（Revenge）
ロイヤル・オーク（Royal Oak）
※ 設計変更：
1隻→フッド（草創期の戦艦）へ
- バーフラー級 - 2隻

バーフラー（Barfleur）、センチュリオン（Centurion）
- レナウン - 1隻

レナウン（Renown）
- マジェスティック級 - 9隻

マジェスティック（Majestic）、マグニフィセント（Magnificent）、ハンニバル（Hannibal）、プリンス・ジョージ（Prince George）、ヴィクトリアス（Victorious）、ジュピター（Jupiter）、マース（Mars）、シーザー（Caeser）
イラトリアス（Illustrious）
- カノーパス級 - 6隻

カノーパス（Canopus）、グローリー（Glory）、アルビオン（Albion）、ゴライアス（Goliath）、オーシャン（Ocean）、ヴェンジャンス（Vengeance）
- フォーミダブル級 - 3隻

フォーミダブル（Formidable）、イリジスタブル（Irresistible）、インプラカブル（Implacable）
- ロンドン級 - 5隻

ロンドン（London）、ブルワーク（Bulwark）、ヴェネラブル（Venerable）、クィーン（Queen）、プリンス・オブ・ウェールズ（Prince of Wales）
- ダンカン級 - 6隻

ダンカン（Duncan）、コーンウォリス（Cornwalis）、エクスマス（Exmouth）、ラッセル（Russel）、アルベマール（Albemarle）、モンターギュー（Montagu）
- スウィフトシュア級 - 2隻

スウィフトシュア（Swiftsure）、トライアンフ（Triumph）
準弩級戦艦
- キング・エドワード7世級 - 8隻

キング・エドワード7世（King Edward VII）、ドミニオン（Dominion）、コモンウェルス（Commonwealth）、ヒンドゥスタン（Hindustan）、ニュージーランド（New Zealand）、アフリカ（Africa）、ブリタニア（Britannia）
ハイバーニア（Hibernia）
- ロード・ネルソン級 - 2隻

ロード・ネルソン（Lord Nelson）、アガメムノン（Agamemnon）
弩級戦艦
- ドレッドノート - 1隻

ドレッドノート（Dreadnought）
- ベレロフォン級 - 3隻

ベレロフォン（Bellerophon）、シュパーブ（Superb）、テメレーア（Temeraire）
- セント・ヴィンセント級 - 3隻

セント・ヴィンセント（St.Vincent）、コリンウッド（Collingwood）、ヴァンガード（Vanguard）
- ネプチューン - 1隻

ネプチューン（Neptune）
- コロッサス級 - 2隻

コロッサス（Colossus）、ハーキュリーズ（Hercules）
- エジンコート - 1隻（旧・伯『リオ・デ・ジャネイロ』）

エジンコート（Agincourt） ※旧・『リオ・デ・ジャネイロ（Rio de Janeiro）』
超弩級戦艦
- オライオン級 - 4隻

オライオン（Orion）、モナーク（Monarch）、サンダラー（Thunderer）、コンカラー（Conqueror）
- キングジョージ5世級 (初代) - 4隻

キング・ジョージ5世（King George V）、エイジャックス（Ajax）、センチュリオン（Centurion）、オーディシャス （Audacious）
- アイアン・デューク級 - 4隻

アイアン・デューク（Iron Duke）、マールバラ（Marlborough）、ベンボウ（Benbow）、エンペラー・オブ・インディア（Emperor of India）
- エリン - 1隻（旧・土『レシャディー』級）

エリン（Erin） ※旧・『レシャディー（Reshaddieh）』
- カナダ - 1隻（旧・智『アルミランテ・ラトーレ』級）

カナダ（Canada） ※旧・『アルミランテ・ラトーレ（Almirante Latorre）』
- クイーン・エリザベス級 - 5隻(第二次世界大戦に投入)
- クイーン・エリザベス（Queen Erizabeth）、'ウォースパイト（Warspite）、バーラム（Barham）、ヴァリアント（Valiant）、マレーヤ（Malaya）
- ロイヤル・サブリン級（リヴェンジ級、R級） - 5隻（3隻建造中止）(第二次世界大戦に投入)
- ロイヤル・サブリン（Royal Sovereign）、ロイヤル・オーク（Royal Oak）、リヴェンジ（Revenge）、レゾリューション（Resolution）、ラミリーズ（Ramillies）

※ 建造中止：
レナウン（Renown）→レナウン級巡洋戦艦
レパルス（Repulse）→レナウン級巡洋戦艦
レジスタンス（Resistance）
- ネルソン級 - 2隻(第二次世界大戦に投入)
- ネルソン（Nelson）、ロドニー（Rodney）
- N3型 - 0隻（4隻計画中止）

※ 計画中止：
セント・アンドリュー（St.Andrew）、セント・デイヴィッド（St.David）、セント・ジョージ（St.George）、セント・パトリック（St.Patrick）
新戦艦
- キングジョージ5世級 - 5隻(第二次世界大戦に投入)
- キングジョージ5世（King George V）、プリンス・オブ・ウェールズ（Prince of Wales）、デューク・オブ・ヨーク（Duke of York）、アンソン（Anson）、ハウ（Howe）
- ライオン級 - 6隻（2隻建造中止、4隻計画中止）

※ 建造中止：
ライオン（Lion）、テメレーア（Temeraire）
※ 計画中止：
サンダラー（Thunderer）、コンカラー（Conqueror）他、艦名未詳2隻
- ヴァンガード - 1隻

ヴァンガード（Vanguard）
巡洋戦艦
- インヴィンシブル級 - 3隻

インヴィンシブル（Invincible）、インドミタブル（Indomitable）、インフレキシブル（Inflexible）
- インディファティガブル級 - 3隻

インディファティガブル（Indefatigable）、ニュージーランド（New Zealand）、オーストラリア（Australia）
- ライオン級 - 3隻

ライオン（Lion）、プリンセス・ロイヤル（Princess Royal）、クイーン・メリー（Queen Mary）
- タイガー - 1隻

タイガー（Tiger）
- レナウン級 - 2隻(第二次世界大戦に投入)
- レナウン（Renown）、レパルス（Repulse）
- フッド級 - 1隻（3隻建造中止）(第二次世界大戦に投入)
- フッド（Hood）
- ※ 建造中止：
- アンソン（Anson）、ハウ（Howe）、ロドネー（Rodney）
- インコンパラブル - 0隻（1隻計画中止）

※ 計画中止：
インコンパラブル（Incomparable）
- G3型 - 0隻（4隻建造中止）

※ 建造中止：
インヴィンシブル（Invincible）、インフレキシブル（Inflexible）、インドミタブル（Indomitable）、インディファティガブル（Indefatigable）

#### 航空母艦
正規空母
- アーガス（Argus）
- フューリアス（Furious）
- ヴィンディクティヴ（Vindictive）→巡洋艦へ
- イーグル（Eagle）
- ハーミーズ（Hermes）
- アーク・ロイヤル（Ark Royal）
- グローリアス級 - 2隻

グローリアス（Glorious）、カレイジャス（Courageous）
- イラストリアス級 - 合計4隻建造

イラストリアス級航空母艦第1グループ - イラストリアス（Illustrious）、ヴィクトリアス（Victorious）、フォーミダブル（Formidable）
イラストリアス級航空母艦第2グループ - インドミタブル（Indomitable）
- インプラカブル級航空母艦 - 2隻　※厳密にはイラストリアス級の第3グループ。

インプラカブル（Implacable）、インディファティガブル（Indefatigable）
- オーディシャス級 - 2隻（2隻建造中止）

イーグル（Eagle） ※ 予定艦名『オーディシャス（Audacious）』、アーク・ロイヤル（Ark Royal） ※ 予定艦名『イリジスティブル（Irresistible）』
※ 建造中止：
アフリカ（Africa）、イーグル（Eagle）
- ジブラルタル級 - 0隻（2隻建造中止、2隻計画中止）

※ 計画中止：
ジブラルタル（Gibraltar）、マルタ（Malta）、ニュージーランド（New Zealand）、アフリカ（Africa）
- CVA-01 - 0隻（4隻計画中止）

※ 計画中止：
クィーン・エリザベス（Queen Elizabeth）、デューク・オブ・エジンバラ（Duke of Edinburgh）、CVA-03、CVA-04
- クイーン・エリザベス級 - 2隻

クィーン・エリザベス（Queen Elizabeth）、プリンス・オブ・ウェールズ（Prince of Wales）
軽空母
- ユニコーン（Unicorn） ※ 航空工作艦
- コロッサス級 - 10隻（6隻設計変更）

コロッサス（Colossus）、パーシュース（Perseus、元の名はエドガー (Edgar )）、グローリー（Glory）、パイオニア（Pioneer、元の名はマーズ (Mars )、その更に前はイサリオン（Ethalion））、オーシャン（Ocean）、シーシュース（Theseus）、トライアンフ（Triumph）、ヴェネラブル（Venerable）
ヴェンジャンス（Vengeance）、ウォーリア（Warrior）
※ 設計変更：
11～16番艦→マジェスティック級へ
- マジェスティック級 - 5隻（1隻建造中止）

ハーキュリーズ（Hercules）、マグニフィセント（Magnificent）、マジェスティック（Majestic）、パワフル（Powerful）、テリブル（Terrible）
※ 建造中止：
リヴァイアサン（Leviathan）
- セントー級 - 3隻（4隻建造中止）

セントー（Centaur）、アルビオン（Albion）、ブルワーク（Bulwark）、エレファント（Elephant）
※ 建造中止:
マンモス(Mammoth)  、ポリフェムス(Polyphemus) 、エレガント(Arrogant)  、ハーミーズ(Hermes)
V/STOL空母
- インヴィンシブル級 - 3隻

インヴィンシブル（R-05 Invincible）、イラストリアス（R-06 Illustrious）、アーク・ロイヤル（R-07 Ark Royal）
護衛空母
- オーダシティ（Audacity）
- アクティヴィティ（Activity）
- カンパニア（Campania）
- プレトリア・カースル（Pretoria Castle）
- ヴィンデックス級 - 2隻

ヴィンデックス（Vindex）、ナイラナ（Nairana）
- アーチャー級 - 4隻 ※ 米貸与艦

アーチャー（Archer）、アヴェンジャー（Avenger）、バイター（Biter）、ダッシャー（Dasher）
- アタッカー級 - 8隻 ※ 米貸与艦

アタッカー（Attacker）、バトラー（Battler）、チェイサー（Chaser）、フェンサー（Fencer）、パーシュアー（Pursuer）、ストーカー（Stalker）、ストライカー（Striker）、ハンター（Hunter）
- ルーラー級 - 26隻 ※ 米貸与艦

ラヴィジャー（Ravager）、トランピッター（Trumpeter）、パトローラー（Patroller）、パンチャー（Puncher）、リーパー（Reaper）、サーチャー（Seacher）、スリンガー（Slinger）、スマイター（Smiter）
スピーカー（Speaker）、トラッカー (Tracker)、トラウンサー (Trouncer)、アービター（Arbiter）、アミアー（Ameer）、アシリング（Atheling）、ビーガム（Begum）、エンペラー（Emperor）、エンプレス（Empress）
キディーブ（Khedive）、ネイバブ（Nabob）、プレミアー（Premier）、クイーン（Queen）、ラージャ（Rajah）、ラーニー（Ranee）、ルーラー（Ruler）、シャー（Shah）、セイン（Thane）
MACシップ
穀物運搬船型 - 6隻
エンパイア・マッカルパイン（Empire MacAlpine）、エンパイア・マッケンドリック（Empire MacKendrick）、エンパイア・マッカンドリュー（Empire MacAndrew）、エンパイア・マックダーモット（Empire MacDermott）
エンパイア・マックラー（Empire MacRae）、エンパイア・マッカラン（Empire MacCallun）
タンカー型 - 13隻
ラパナ（Rapana）、アカヴァス（Acavus）、アンシラス（Ancylus）、アマストラ（Amastra）、アレクシア（Alexia）、ミラルダ（Miralda）、アドゥラ（Adula）、ガディラ（Gadila）、マコマ（Macoma）
エンパイア・マッケイ（Empire MacKay）、エンパイア・マッコール（Empire MacColl）、エンパイア・マクマホン（Empire MacMahon）、エンパイア・マッケイブ（Empire MacCabe）
水上機母艦
- アーク・ロイヤル（Ark Royal）
- エンガディン（Engadine）
- リヴィエラ（Riviera）
- エンプレス（Empress）
- カンパニア（Campania）
- レイヴンII（Raven II）
- アン（Anne）
- ベン・マイ・クリー（Ben-My-Chree）
- マンクスマン（Manxman）
- ヴィンデックス（Vindex）
- ナイラナ（Nairana）
- ペガサス（Pegasus）
- アルバトロス（Albatross） ※ オーストラリア艦

その他
- ハバクク - 0隻（計画のみ）

※ 計画中止：
ハバクク（Habakkuk）

### 水上戦闘艦

#### 巡洋艦
装甲巡洋艦
- シャノン - 1隻 '

シャノン（Shannon）
- ネルソン級 - 2隻

ネルソン（Nelson）、ノーサンプトン（Northampton）
- インペリューズ級 - 2隻

インペリューズ（Imperieuse）、ウォースパイト（Warspite）
- オーランド級 - 7隻

オーロラ（Aurora）、オーストラリア（Australia）、ガラティア（Galatea）イモーテリテ（Immortalite）、ナーシサス（Narcissus）、オーランド（Orlando）、アンドーンテッド（Undaunted）
防護巡洋艦
- エドガー級 - 合計9隻建造 ※ 英呼称：一等防護巡洋艦

エドガー級防護巡洋艦前期型 - 7隻:エドガー（Edgar）、エンディミアン（Endymion）、ジブラルタル（Gibraltar）、グラフトン（Grafton）、ホーク（Hawke）、セント・ジョージ（St.George）、シシュース（Theseus）
エドガー級防護巡洋艦後期型 - 2隻:クレセント（Crecent）、ロイアル・アーサー（Royal Arthur） ※ 元・『セントー（Centaur）』
- パワフル級 - 2隻 ※ 英呼称：一等防護巡洋艦

パワフル（Powerful）、テリブル（Terrible）
- ダイアデム級 - 合計8隻建造 ※ 英呼称：一等防護巡洋艦

ダイアデム級防護巡洋艦前期型 - 4隻:ダイアデム（Diadem）、アンドロメダ（Andromeda）、ユーローパ（Europa）、ナイオビ（Niobe）
ダイアデム級防護巡洋艦後期型 - 4隻:アンフィトライティ（Amphitrite）、アーゴノート（Argonaut）、アリアドニ（Ariadne）、スパーティエイト（Spartiate）
- アポロ級 - 21隻 ※ 英呼称：二等防護巡洋艦

イオーラス（Aeolus）、アンドロマキ（Andromache）、アポロ（Apollo）、ブリリアント（Brilliant）、インデファティガブル（Indefatigable）、イントレピッド（Intrepid）、イフィゲネイア（Iphigenia）、ラトーナ（Latona）
メランパス（Melampus）、ナイアド（Naiad）、ピーク（Pique）、レインボー（Rainbow）、レトリビューション（Retribution）、サフォー（Sappho）、シラ（Scylla）、シリアス（Sirius）、スパータン（Spartan）
シビル（Sybille）、タープシコリ（Terpsichore）、セティス（Thetis）、トリビューン（Tribune）
- アストリーア級 - 8隻 ※ 英呼称：二等防護巡洋艦

アストリーア（Astraea）、ボナヴェンチャー（Bonaventure）、カンブリアン（Cambrian）、カリブディス（Charybdis）、フローラ（Flora）、フォート（Forte）、フォックス（Fox）、ハーマイアニ（Hermione）
- エクリプス級 - 9隻 ※ 英呼称：二等防護巡洋艦

ダイアナ（Diana）、ダイドー（Dido）、ドーリス（Doris）、エクリプス（Eclipse）、アイシス（Isis）、ジュノー（Juno）、ミナーヴァ（Minerva）、トールポット（Talpot）、ヴィーナス（Venus）
- アラガント級 - 4隻 ※ 英呼称：二等防護巡洋艦

アラガント（Arrogant）、フューリアス（Furious）、グラディエーター（Gladiator）、ヴィンディクティブ（Vindictive）
- ハイフライヤー級 - 合計5隻建造 ※ 英呼称：二等防護巡洋艦

ハイフライヤー級防護巡洋艦前期型 - 3隻:ハーミーズ（Hermes）、ハイフライヤー（Highflyer）、ハイアシンス（Hyacinth）
ハイフライヤー級防護巡洋艦後期型 - 2隻:チャレンジャー（Challenger）、エンカウンター（Encounter）
- ピローラス級 - 11隻 ※ 英呼称：三等防護巡洋艦

パンドーラ（Pandora）、ピローラス（Pelorus）、ペガサス（Pegasus）、パーシュース（Perseus）、パクトーラス（Pactolus）、パイアニア（Pioneer）、パモーナ（Pomone）、プロミテュース（Prometheus）
プロセルピナ（Proserpine）、サイキ（Psyche）、ピラマス（Pyramus）
- ジェム級 - 4隻 ※ 英呼称：三等防護巡洋艦

トパーズ（Topaze）、ダイアモンド（Diamond）、サファイア（Sapphire）、アメシスト（Amethyst）
- ブレイク級 - 2隻 ※ 英呼称：一等防護巡洋艦

ブレイク（Blake）、ブレニム（Blenheim）
- アイリス級 - 2隻 ※ 英呼称：二等防護巡洋艦

アイリス（iris）、マーキュリー（Mercury）
- リアンダー級 - 4隻 ※ 英呼称：二等防護巡洋艦

アンフィオン（Amphion）、アリシューザ（Arethusa）、リアンダー（Leander）、フェイトン（Phaeton）
- マージー級 - 4隻 ※ 英呼称：二等防護巡洋艦

マージー（Mersey）、セヴァーン（Severn）、テムズ（Thames）、フォース（Forth）
- ミディア級 - 5隻 ※ 英呼称：三等防護巡洋艦

マラソン（Marathon）、マジシャン（Magicienne）、ミディア（Medea）、ミデューサ（Medusa）、メルポミニ（Melpomene）
- サプライズ級 - 2隻 ※ 英呼称：三等防護巡洋艦

サプライズ（Surprise）、アラクリティ（Alacrity）
- パラス級 - 合計9隻建造 ※ 英呼称：三等防護巡洋艦

パラス級防護巡洋艦前期型 →オーストラリアへ - 5隻:カトゥーンバ（Katoomba） ※ 元・『パンドーラ（Pandora）』、ミルデューラ（Mildura） ※ 元・『ピローラス（Pelorus）』
パラス級防護巡洋艦前期型:リンガルーマ（Ringarooma） ※ 元・『サイキ（Psyche）』、タウランガ（Tauranga） ※ 元・『フィーニクス（Phoenix）』、ワラルー（Wallaroo） ※ 元・『パーシアン（Persian）』
パラス級防護巡洋艦後期型 - 4隻:パラス（Pallas）、パール（Pearl）、フィービ（Phoebe）、フィラメル（Philomel）
水雷巡洋艦・水雷砲艦
- スカウト級 - 2隻

スカウト（Scout）、フィアレス（Fearless）
- アーチャー級 - 8隻

アーチャー（Archer）、ブリスク（Brisk）、コサック（Cossack）、モホーク（Mohawk）、ポーパス（Porpoise）、ラクーン（Racoon）、サーペント（Serpent）、ターター（Tartar）
- バラクータ級 - 4隻

バラクータ（Barracouta）、バロッサ（Barrosa）、ブランチ（Blanche）、ブロンド（Blonde）
- バーラム級 - 2隻

バーラム（Barham）、ベローナ（Bellona）
偵察巡洋艦・通報艦
- アドヴェンチャー級 - 2隻

アドヴェンチャー（Adventure） ※ 元・『エディストーン（Eddystone）』、アテンティブ（Attentive）
- フォアワード級 - 2隻

フォアサイト（Foresight）、フォアワード（Forward）
- パスファインダー級 - 2隻

パスファインダー（Pathfinder） ※ 元・『ファストネット（Fastnet）』、パトロール（Patrol）
- センティネル級 - 2隻

センティネル（Sentinel）、スカーミシャー（Skiemisher）
- ボーデシア級 - 2隻

ボーデシア（Boadicea）、ベローナ（Bellona）
- ブロンド級 - 2隻

ブロンド（Blonde）、ブランチ（Blanche）
- アクティブ級 - 3隻

アクティブ（Active）、アンフィオン（Amphion）、フィアレス（Fearless）
装甲巡洋艦
- クレッシー級 - 6隻

アブーキア（Aboukir）、バッカント（Bacchante）、クレッシー（Cressy）、ユーライアラス（Euryalus）、ホーグ（Hogue）、サトレッジ（Sutlej）
- ドレイク級 - 4隻

ドレイク（Drake）、キング・アルフレッド（King Alfred）、リヴァイアサン（Leviathan）、グッド・ホープ（Good Hope） ※ 元・『アフリカ（Africa）』
- マンマス級 - 10隻

エセックス（Essex）、ケント（Kent）、ベドフォード（Bedford）、マンマス（Monmouth）、ベリック（Berwick）、コーンウォール（Cornwall）、カンバーランド（Cumberland）、ドニゴール（Donegal）、ランカスター（Lancaster）、サフォーク（Suffork）
- デヴォンシャー級 - 6隻

アントリム（Antrim）、アーガイル（Argyll）、カーナヴォン（Carnarvon）、デヴォンシャー（Devonshire）、ハンプシャー（Hampshire）、ロックスバラ（Roxburgh）
- デューク・オブ・エジンバラ級 - 2隻

デューク・オブ・エジンバラ（Duke of Edinburgh）、ブラック・プリンス（Black Prince）
- ウォーリア級 - 4隻

ウォーリア（Warrior）、コクラン（Cochrane）、ナタル（Natal）、アキリーズ（Achilles）
- マイノーター級 - 3隻

マイノーター（Minotaur）、シャノン（Shannon）、ディフェンス（Defence）
軽巡洋艦
- タウン級 - 合計19隻建造

ブリストル級防護巡洋艦 - 5隻:ブリストル（Bristol）、グラスゴー（Glasgow）、グロスター（Gloucester）、リヴァプール（Liverpool）、ニューキャッスル（Newcastle）
ウェイマス級防護巡洋艦 - 4隻:ダートマス（Dartmouth）、ファルマス（Falmouth）、ウエイマス（Weymouth）、ヤーマス（Yarmouth）
チャタム級軽巡洋艦 - 6隻:チャタム（Chatham）、ダブリン（Dublin）、サウサンプトン（Southampton）、シドニー（Sydney）、メルボルン（Melbourne）、ブリズベーン（Brisbane）
バーミンガム級軽巡洋艦 - 4隻:バーミンガム（Birmingham）、ローストフト（Lowestoft）、ノッティンガム（Nottingham）、アデレード（Adelaide）
- バーケンヘッド級 - 2隻 ※ 旧・希巡洋艦

バーケンヘッド（Birkenhead） ※ 旧・『アンテネヴァオス・コントリオティス（Antinavarhos Kontouriotis）』、チェスター（Chester） ※ 旧・『ランブロス・カタソニス（Lambros Katsonis）』
- アリシューザ級 - 8隻

アリシューザ（Arethusa）、オーロラ（Aurora）、ガラティア（Galatea）、インコンスタント（Inconstant）、ピネラピ（Penelope）、フェイトン（Phaeton）、ロイアリスト（Royalist）、アンドーンテッド（Undaunted）
- C級 - 合計28隻建造

カロライン級軽巡洋艦 - 6隻:カロライン（Caroline）、カリスフォート（Carysfort）、クレオパトラ（Cleopatra）、コーマス（Comus）、コンケスト（Conquest）、コーデリア（Cordelia）
カライアピ級軽巡洋艦 - 2隻:カライアピ（Calliope）、チャンピオン（Champion）
カンブリアン級軽巡洋艦 - 4隻:カンブリアン（Cambrian）、カンタベリー（Canterbury）、カースター（Castor）、コンスタンス（Constance）
セントー級軽巡洋艦 - 2隻:セントー（Centaur）、コンコード（Concord）
カレドン級軽巡洋艦 - 4隻:カレドン（Caledon）、カリプソ（Calypso）、カリドク（Caradoc）、カサンドラ（Cassandra）
シアリーズ級軽巡洋艦 - 5隻:シアリーズ（Ceres）、キュラソー（Curacoa）、カーリュー（Curlew）、カーディフ（Cardiff） ※ 元・『キャプリス（Caprice）』、コヴェントリ（Coventry） ※ 元・『コルセーア（Corsair）』
ケープタウン級軽巡洋艦 - 5隻:ケープタウン（Capetown）、コロンボ（Colombo）、カルカッタ（Calcoutta）、カイロ（Cairo）、カーライル（Carlisle） ※ 元・『カーンプル（Cawnpore）』
- D級 - 合計12隻建造

ダナイー級軽巡洋艦 - 3隻:ダナイー（Danae）、ドーントレス（Dauntless）、ドラゴン（Dragon）
デリー級軽巡洋艦 - 3隻:デリー（Delhi）、ダニーディン（Dunedin）、ダーバン（Durban）
ディスパッチ級軽巡洋艦 - 6隻:ディスパッチ（Despatch）、ダイアミード（Diomede）、ディーダラス（Deadalus）、デアリング（Daring）、デスペレート（Desperate）、ドライアド（Dryad）
- E級 - 3隻

エメラルド（Emerald）、エンタープライズ（Enterprise）、ユーフレイティーズ（Euphrates）
- カヴェンディッシュ級 - 4隻（1隻種別変更）

ホーキンズ（Hawkins）、ローリー（Raleigh）、フロビッシャー（Hrobisher）、エッフィンガム（Effingham）
※ 種別変更：
カヴェンディッシュ（Cavendish） →空母へ
- 1918年案A型 - 0隻（構想のみ）
- 1918年案B型 - 0隻（構想のみ）
- リアンダー級 - 5隻

リアンダー（Leander）、アキリーズ（Achilles）、オライオン（Orion）、ネプチューン（Neptune）、エイジャクス（Ajax）
- パース級 - 3隻

アンフィオン（Amphion）、アポロ（Apollo）、フェートン（Phaeton） →オーストラリアへ
- アリシューザ級 - 4隻

アリシューザ（Arethusa）、ガラティア（Galatea）、ピネラピ（Penelope）、オーロラ（Aurora）
- タウン級 (2代目) - 合計10隻建造

サウサンプトン級軽巡洋艦 - 5隻:サウサンプトン（Southampton）、ニューキャッスル（Newcastle）、バーミンガム（Birmingham）、グラスゴー（Glasgow）、シェフィールド（Sheffield）
グロスター級軽巡洋艦 - 3隻:グロスター（Gloucester）、リヴァプール（Liverpool）、マンチェスター（Manchester）
エジンバラ級軽巡洋艦 - 2隻:エジンバラ（Edinburgh）、ベルファスト（Belfast）
- ダイドー級 - 合計16隻建造

ダイドー級軽巡洋艦 - 11隻:ダイドー（Dido）、ユーライアラス（Euryalus）、ナイアド（Naiad）、フィービ（Phoebe）、シリアス（Sirius）、ボナヴェンチャー（Bonaventure）、ハーマイアニ（Hermione）、カリブディス（Charybdis）、クレオパトラ（Cleopatra）、シラ（Scylla）、アーゴノート（Argonaut）
ベローナ級軽巡洋艦 - 5隻:ベローナ（Bellona）、ブラック・プリンス（Black Prince）、ダイアデム（Diadem）、ロイアリスト（Royalist）、スパータン（Spartan）
- コロニー級 - 合計11隻建造

フィジー級軽巡洋艦 - 8隻:フィジー（Fiji）、ケニア（Kenya）、モーリシャス（Mauritius）、ナイジェリア（Nigeria）、トリニダード（Trinidad）、ガビア（Gambia）、ジャマイカ（Jamaica）、バーミューダ（Bermuda）
セイロン級軽巡洋艦 - 3隻:セイロン（Ceylon）、ウガンダ（Uganda）、ニュー・ファンドランド（New Foundland）
- スウィフトシュア級 - 3隻（3隻設計変更、1隻建造中止、1隻計画中止）

スウィフトシュア級軽巡洋艦 - 2隻:スウィフトシュア（Swiftsure）、マイノーター（Minotaur） →カナダへ
シュパーブ級軽巡洋艦 - 1隻:シュパーブ（Superb）
※ 設計変更：
ベレロフォン（Bellerophon）、ディフェンス（Defence）、タイガー（Tiger） →タイガー級へ
※ 建造中止：
ホーク（Hawk）
※ 計画中止：
ベレロフォン（Bellerophon） ※ 元・『ブレイク（Blake）』、更に『タイガー（Tiger）』
- ネプチューン級 - 0隻（1隻建造中止、1隻計画中止）

※ 建造中止：
ホーク（Hawk）
※ 計画中止：
ネプチューン（Neptune）
- マイノトー級 - 0隻（4隻計画中止）

※ 計画中止：
マイノトー（Minotaur）、センチュリオン（Zenturion）、エドガー（Edger）、マーズ（Mars）
- 1960年案（大型） - 0隻（構想のみ）
- 1960年案（中型） - 0隻（構想のみ）
- 1960年案（小型） - 0隻（構想のみ）

大型軽巡洋艦
- カレイジャス級 - 2隻 →空母へ

カレイジャス（Courageous）、グローリアス（Glorious）
- フューリアス - 1隻 →空母へ

フューリアス（Furious）
重巡洋艦
- カヴェンディッシュ級 - 5隻 ※ 元・軽巡洋艦、

ホーキンズ（Hawkins）、ローリー（Raleigh）、フロビッシャー（Hrobisher）、エッフィンガム（Effingham）、ヴィンディクティヴ（Vindictive） ※ 元・空母
- カウンティ級 - 合計13隻建造

ケント級重巡洋艦 - 5隻+2隻:ケント（Kent）、ベリック（Berwick）、コーンウォール（Cornwall）、カンバーランド（Cumberland）、サフォーク（Suffolk）、
- (オーストラリア（Australia）、キャンベラ（Canberra） →オーストラリアへ)

ロンドン級重巡洋艦 - 4隻:ロンドン（London）、デヴォンシャー（Devonshire）、サセックス（Sussex）、シュロップシャー（Shropshire）
ノーフォーク級重巡洋艦 - 2隻:ノーフォーク（Norfolk）、ドーセットシャー（Dorsetshire）
- ヨーク級重巡洋艦 - 2隻

ヨーク（York）、エクセター（Exeter）
- サリー級 - 0隻（2隻計画中止）

※ 計画中止：
サリー（Surrey）、ノーサンバーランド（Northumberland）
- 1940年案 - 0隻（4隻計画中止）

- アドミラル級(1941年案) - 0隻(4隻未成)

※ 未成
アルベマール、ブレイク、コーンウォリス(元、エッフィンガム)、ホーク
ミサイル巡洋艦
- 1960年案（ミサイル巡洋艦型） - 0隻（構想のみ）

防空巡洋艦
- タイガー級 - 2隻(他2隻は改装)

シュパーブ（Superb）、ライオン（Lion） ※ 旧・『ディフェンス（Defencce）』、
ヘリコプター巡洋艦
- タイガー級 - 2隻(※元、軽巡洋艦)

タイガー（Tiger） ※ 旧・『ベレロフォン（Bellerophon）』、ブレイク（Blake） ※ 旧・『タイガー（Tiger）』
敷設巡洋艦
- アドヴェンチャー - 1隻

アドヴェンチャー（Adventure）
- アブディール級敷設巡洋艦 - 合計6隻建造

アブディール級敷設巡洋艦前期型 - 4隻:アブディール（Abdiel）、ラトーナ（Latona）、マンクスマン（Manxman）、ウェルシュマン（Welshman）
アブディール級敷設巡洋艦後期型 - 2隻:アリアドニ（Ariadne）、アポロ（Apollo）

#### 駆逐艦
WW I以前の駆逐艦
- A級 - 42隻建造

A級駆逐艦1本煙突型 - 2隻:フェーヴェント（Fervent）、ゼファー（Zephyr）
A級駆逐艦2本煙突型 - 10隻：ハヴォック（Havock）、ホーネット（Hornet）、デアリング（Daring）、デコイ（Decoy）、アーデント（Ardent）、ボクサー（Boxer）、ブルーザー（Bruiser）、ハンディ（Handy）、ハート（Hart）、ハンター（Hunter）
A級駆逐艦3本煙突型 - 23隻:チャージャー（Charger）、ダッシャー（Dasher）、ヘイスティ（Hasty）、ハーディ（Hardy）、フォーティ（Haughty）、ジェイナス（Janus）、ライトニング（Lightning）、ポークパイン（Porcupine）、コンフリクト（Conflict）、
ティーザー（Teazer）、ウィザード（Wizard）、オポサム（Opossum）、レンジャー（Ranger）、サンフィッシュ（Sunfish）、ロケット（Rocket）、シャーク（Shark）、サーリー（Surly）、スケイト（Skate）、
スターフィッシュ（Starfish）、スタージョン（Sturgeon）、スピットファイヤ（Spitfire）、ソードフィッシュ（Swordfish）、ゼブラ（Zebra）
A級駆逐艦4本煙突型 - 7隻:フェリト（Ferret）、リンクス（Lynx）、バンシー（Banshee）、コンテスト（Contest）、ドラゴン（Dragon）、サーモン（Salmon）、スナッパー（Snapper）
- 旧清国・海龍級 - 1隻

タークー（Taku） ※ 旧・『海龍（Hai Lung）』
- B級 - 24隻

クエィル（Quail）、スパローホーク（Sparrowhawk）、スラッシャー（Thrasher）、ヴィラーゴ（Virago）、アーニスト（Earnest）、グリフォン（Griffon）、ローカスト（Locust）、
パンサー（Panther）、シール（Seal）、ウルフ（Wolf）、オーウェル（Orwell）、ライブリー（Lively）、スプライトリィ（Sprightly）、エクスプレス（Express）、ペテレル（Peterel）、
スパイトフル（Spiteful）、ミュルミドン（Myrmidon）、サイレン（Syren）、アルバコア（Albacore）、ボニット（Bonetta）、カンガルー（Kangaroo）、コブラ（Cobra）、サクセス（Success）、アラブ（Arab）
- C級 - 40隻

エーヴォン（Avon）、ビターン（Bittern）、オッター（Otter）、レパード（Leopard）、ヴィクセン（Vixen）、ブレイズン（Brazen）、イレクトラ（Electra）、リクルート（Recruit）、
ヴァルチャー（Vulture）、ケストレル（Kestrel）、ヴァイオレット（Violet）、シルヴィア（Sylvia）、リー（Lee）、マーメイド（Mermaid）、チアフル（Cheerful）、ヴァイパー（Viper）、
グレイハウンド（Greyhound）、レースホース（Racehorce）、ローバック（Roebuck）、オスプリィ（Osprey）、フェアリィ（Fairy）、ジプシー（Gipsy）、リーウェン（Leven）、オストリッチ（Ostrich）、
ファルコン（Falcon）、ダブ（Dove）、ブルフィンチ（Bullfinch）、スター（Star）、ホワイティング（Whiting）、バット（Bat）、クレイン（Crane）、シャモス（Shamois）、
フライング・フィッシュ（Flying Fish）、フォーン（Fown）、フラート（Flirt）、ヴェロックス（Velox）、ソーン（Thorn）、タイガー（Tiger）、ヴィジラント（Vigilant）、アルバトロス（Albatross）
- D級 - 10隻

デスペレート（Desperate）、フェイム（Fame）、フォーム（Foam）、マラード（Mallard）、アングラー（Angler）、エアリアル（Ariel）、コケット（Coquette）、シンシア（Cynthia）、シグニット（Cygnet）、スタッグ（Stag）
- E級 (リバー級) - 合計36隻建造

E級駆逐艦2本煙突型 - 21隻
ダーウェント（Derwent）、エディン（Eden）、ウェイブニィ（Waveney）、ボーイン（Boyne）、デューン（Doon）、ケイル（Kale）、フォイル（Foyle）、イッチン（Itchen）、
アラン（Arun）、ブラックウォーター（Blackwater）、リィフィ（Liffey）、モーイ（Moy）、ウーズ（Ouse）、ストアー（Stour）、テスト（Test）、ケニット（Kennet）、
ジェド（Jed）、チェルマー（Chelmer）、コーン（Colne）、ネス（Ness）、ニス（Nith）
E級駆逐艦4本煙突型 - 15隻
アーン（Erne）、エトリック（Ettrick）、エクス（Exe）、チャーウェル（Cherwell）、ディー（Dee）、スエール（Swale）、ユーア（Ure）、ウィア（Wear）、
ロザー（Rother）、リブル（Ribble）、テヴィオット（Teviot）、アスク（Usk）、ウェランド（Welland）、ガーラ（Gala）、ガリィ（Garry）
- F級 (トライバル級) - 合計12隻建造

F級駆逐艦3本煙突型 - 6隻:アフリディ（Afridi）、コサック（Cossack）、クルーセイダー（Crusader）、マオリ（Maori）、ヌビアン（Nubian）、ズールー（Zulu）
F級駆逐艦4本煙突型 - 5隻:ガーカ（Ghurka）、モホーク（Mohawk）、サラセン（Saracen）、ターター（Tartar）、アマゾン（Amazon）
F級駆逐艦6本煙突型 - 1隻:ヴァイキング（Viking）
- スウィフト - 1隻

スウィフト（Swift）
- G級 (ビーグル級) - 16隻

ビーグル（Beagle）、ブルドッグ（Bulldog）、フォックスハウンド（Foxhound）、ピンチャー（Pincher）、グラスホッパー（Grasshopper）、モスキート（Mosquito）、
スコーピオン（Scorpion）、スカージ（Scourge）、ラクーン（Racoon）、レナード（Renard）、ウルヴァリン（Wolverine）、ラタルスネーク（Rattlesnake）、サヴィージ（Savage）、
バシリスク（Basilisk）、ハーピー（Harpy）、
グランパス（Grampus）　※ 元の名前は『ノーチラス（Nautilus） 』
- H級 (エイコーン級) - 20隻

エイコーン（Acorn）、アラーム（Alarm）、ブリスク（Brisk）、シェルドレイク（Sheldrake）、スターンチ（Staunch）、カミーリアン（Chameleon）、コミット（Comet）、
ゴールドフィンチ（Goldfinch）、ニリーデ（Nereide）、ニンフ（Nymphe）、フュリー（Fury）、ホープ（Hope）、ラーン（Larne）、ライラ（Lyla）、マーティン（Martin）、
レッドポール（Redpole）、ライフルマン（Rifleman）、ルビー（Ruby）、
ネメシス（Nemesis） ※ 後に日・『橄欖』
ミンストラル（Minstrel） ※ 後に日・『栴檀』
- I級 (アケロン級) - 合計23隻建造

I級駆逐艦アドミラルティ型 - 14隻:ゴスホーク（Gashawk）、ハインド（Hind）、ホーネット（Hornet）、ハイドラ（Hydra）、ディフェンダー（Defender）、ドルイド（Druid）、サンドフライ（Sandfly）、ジャッカル（Jackal）、タイグリス（Tigress）、ラプウィング（Lapwing）、リザード（Lizard）、フィニックス（Phoenix）、フェリト（Ferret）、フォリスター（Forester）
I級駆逐艦ヤーロー特型 - 2隻:アーチャー（Archer）、アタック（Attack）
I級駆逐艦ソーニクロフト特型 - 2隻:アケロン（Acheron）、エイリアル（Ariel）
I級駆逐艦パーソンズ特型 - 2隻:バッジャー（Badger）、ビーヴァー（Beaver）
I級駆逐艦ファイアドレーク特型 - 3隻:ファイアドレーク（Firedrake）、ラーチャー（Lurcher）、オーク（Oak）
- K級 (アカスタ級) - 合計20隻建造

K級駆逐艦アドミラルティ型（3本煙突型） - 12隻
アカスタ（Acasta）、アケイテズ（Achates）、アンバスケイド（Ambuscade）、クリストファー（Christopher）、コカトリス（Cockatrice）、コンテスト（Contest）、
シャーク（Shark）、スパローホーク（Sparrowhawk）、スピットファイヤ（Spitfire）、リンクス（Lynx）、ミッジ（Midge）、アウル（Qwl）
K級駆逐艦ソーニクロフト特型（3本煙突型） - 5隻:ハーディ（Hardy）、パラゴン（Paragon）、ポーパス（Porpoise）、ユニティ（Unity）、ヴィクター（Victor）
K級駆逐艦デニー特型（2本煙突型） - 1隻:アーデント（Ardent）
フェアフィールド特型（3本煙突型） - 1隻:フォーチューン（Fortune）
パーソンズ特型（3本煙突型） - 1隻:ガーランド（Garland）
- L級 (ラフォーレイ級) - 合計22隻建造

L級駆逐艦アドミラルティ型（3本煙突型） - 12隻:ルーエリン（Llewellyn）、レノックス（Lennox）、ロイアル（Loyal）、リジョン（Legion）、ラフォーレイ（Raforey）、ローフォード（Lawford）、ルイス（Louis）、リダード（Lydiard）、レアルテズ（Laertes）、ライサンダー（Lysander）、ランス（Lance）、ルックアウト（Lookout）
L級駆逐艦アドミラルティ後期型（2本煙突型） - 2隻:ロッキンバー（Lochinvar）、ラソー（Lassoo）
L級駆逐艦ホワイト特型（2本煙突型） - 2隻:ローレル（Laurel）、リバティ（Liberty）
L級駆逐艦ヤーロー特型（2本煙突型） - 4隻:ラーク（Lark）、ランドレイル（Landrail）、ラブロック（Laverock）、リニット（Linnet）
L級駆逐艦パーソンズ特型（3本煙突型） - 2隻:リオニダス（Leonidas）、ルシファー（Lucifer）
WW I時の駆逐艦
- アルノ - 1隻 ※ 旧・葡駆逐艦

アルノ（Arno） ※ 旧・『リズ（Liz）』
- アドミラルティM級 - 合計85隻建造

アドミラルティM級駆逐艦前期型 - 6隻
ミルン（Milne）、ムーアサム（Moorsom）、モーリス（Morris）、マッチリス（Matcless）、マリー（Murray）、ミングス（Myngs）
アドミラルティM級駆逐艦後期型 - 79隻
モンス（Mons）、マーン（Marne）、マミルーク（Mameluke）、オソーリィ（Ossory）、ネピア（Napier）、ナーボロー（Narborough）、ペン（Penn）、ペリグリン（Peregrine）、ミスティック（Mystic）、ミーナド（Maenad）
マーヴェル（Marvel）、ナーワル（Narwhal）、ニケーター（Nicator）、ピタード（Petard）、ペイトン（Peyton）、マンナーズ（Manners）、マンデート（Mandate）、ミスチーフ（Mischief）、マインドフル（Mindful）、オンスロート（Onslaught）
オンズロー（Onslow）、オブザーヴァー（Observer）、オファ（Offa）、オーケイディア（Orcadia）、オリアナ（Oriana）、フェズント（Pheasant）、フィービ（Phoebe）、ピジョン（Pigeon）、プラヴァー（Plover）、マジック（Magic）
モーズビー（Moresby）、メディナ（Medina）、メドウェイ（Medway）、マーミオン（Marmion）、マーシャル（Martial）、マリー・ローズ（Mary Rose）、メナス（Menace）、ネッソス（Nessus）、ネスター（Nestor）、パートリッジ（Partridge）
パスリィ（Pasley）、マイケル（Michael）、ミルブルーク（Milbrook）、ミニアン（Minion）、マンスター（Munster）、ネピーン（Nepean）、ニレウス（Nereus）、ノンサッチ（Nonsuch）、ノーマン（Norman）、ノーシェスク（Northesk）
ノース・スター（North Star）、ヌージェント（Nugent）、ネグロ（Negro）、オリオール（Oriole）、オシリス（Osiris）、ノーブル（Noble）、ニザム（Nizam）、ノーメイド（Nomad）、ナンパリル（Nonpareil）、プリンス（Prince）
ピレディーズ（Pylades）、オビディアント（Obedient）、オブデュリト（Obdurate）、パラディン（Paladin）、パーシアン（Parthian）、プラッキィ（Plucky）、ポーシァ（Portia）、オパール（Opal）、オフィーリア（Ophelia）、オパチューン（Opportune）
オラクル（Oracle）、オレステズ（Orestes）、オーフォード（Orford）、オーフュース（Orpheus）、アクテヴィア（Octavia）、ノースマン（Norseman）、オベロン（Oberon）、ペリカン（Pelican）、ペリュー（Pellew）
- ホーソンM級 - 2隻

マンスフィールド（Mansfield）、メントー（Mentor）
- ヤーローM級 - 10隻

前期型 - ミランダ（Miranda）、マイノス（Minos）、マンリィ（Manly）、ムーン（Moon）、モーニング・スター（Morning Star）、マウンジー（Mounsey）、マスケティアー（Musketeer）、ニリッサ（Nerissa）、リレントリス（Relentless）、ライヴァル（Rival）
後期型 - サブリナ（Sabrina）、ストロングボウ（Strongbow）、サプライズ（Surprise）、ジビュレ（Sybille）、Truculent、タイラント（Tyrant）、Ulleswater
- ソーニクロフトM級 - 6隻

前期型
マスティフ（Mastiff）、ミーティア（Meteor）
後期型
パトリシアン（Patrician）、ペイトリアト（Patriot）、ラピッド（Rapid）、レディ（Ready）
- タリズマン級 - 4隻 ※ 旧・土駆逐艦

タリズマン（Talisman）、ターマガント（Termagant）、トライデント（Trident）、タービュレント（Turbulent）
- メディア級 - 4隻 ※ 旧・希駆逐艦

メディア（Medea）、メデューサ（Medusa）、メランポス（Melampus）、メルポミニ（Melpomene）
- ブローク級 - 4隻 ※ 旧・智駆逐艦

前期型 - ブローク（Broke）、フォークナー（Faulknor）
後期型 - ボータ（Botha）、チッペラリィ（Tipperary）
- マークスマン級 - 7隻

ケンペンフェルト（Kempenfelt）、アブディアル（Abdiel）、ガブリアル（Gabriel）、イシュリエル（Ithuriel）、ライトフット（Lightfoot）、マークスマン（Marksman）、ニムロッド（Nimrod）
- アンザック級 - 6隻

グレンヴィル（Grenville）、パーカー（Parker）、ホスト（Hoste）、ソーマレズ（Saumarez）、セイモアー（Seymour）、アンザック（Anzac）
- アドミラルティR級 - 39隻

ラドストック（Radstock）、レイダー（Raider）、ソーセレス（Sorceress）、トレント（Torrent）、トリッド（Torrid）、ラマラ（Romola）、ローナ（Rowena）、
レストリス（Restless）、リガラス（Rigorous）、シムーン（Simoon）、スケイト（Skate）、ターポン（Tarpon）、チレマカス（Telemachus）、ロケット（Rocket）、
ロブ・ロイ（Rob Roy）、レッドガントリット（Redgauntlet）、レダウト（Redoubt）、リクルート（Recruit）、スタージョン（Sturgeon）、セプター（Sceptre）、ターメンター（Tormentor）、
トルネイド（Tornado）、サーモン（Salmon）、シルフ（Sylph）、スキルフル（Skilful）、スプリングボック（Springbok）、ティトラーク（Tetrach）、テネセス（Tenacious）、
サーピドン（Sarpedon）、スターフィッシュ（Starfish）、ストーク（Stork）、シズピ（Thisbe）、スラスター（Thruster）、セイブル（Sable）、セッター（Setter）、
セイター（Satyr）、シャープシューター（Sharpshooter）、タンクレッド（Tancred）、テンペスト（Tempest）
- ヤーロー後期M級 - 7隻

サブリーナ（Sabrina）、ストロングボウ（Strongbow）、サープライズ（Surprise）、シビル（Sybille）、トラックレント（Truculent）、タイラント（Tyrant）、アリスウォータ（Ulleswater）
- ソーニクロフトR級 - 5隻

前期型 - ロザリンド（Rosalind）、レディアント（Radiant）、リトリーヴァー（Retriever）
後期型 - トーラス（Taurus）、ティーザー（Teazer）
- アドミラルティ改R級 - 11隻

アルスター（Ulster）、アンダイン（Undine）、タワー（Tower）、トレンチャント（Trenchant）、トリストラム（Tristram）、タイレイド（Tirade）、
アースラ（Ursula）、ユリシーズ（Ulysses）、アンパイヤ（Umpire）、アーチン（Urchin）、アーサ（Ursa）
- アドミラルティS級 - 55隻

シムーン（Simoon）、シミター（Scimitar）、スコッツマン（Scotsman）、スカウト（Scout）、サイザ（Scythe）、シーベアー（Seabear）、シーファイヤ（Seafire）、サーチャー（Searcher）、
シーウルフ（Seawolf）、シャーク（Shark）、スパローホーク（Sparrowhawk）、スプレンディド（Splendid）、スポーティブ（Sportive）、ステュルワート（Stalwart）、ティルベリィ（Tilbury）、
ティンタージェル（Tintagel）、セイバー（Sabre）、サラディン（Saladin）、サーダニックス（Sardonyx）、シーク（Sikh）、サーダー（Sirdar）、ソンム（Somme）、スピアー（Spear）、
スピンドリフト（Spindrift）、サクセス（Success）、シャムラック（Shamrock）、シカリ（Shikari）、セナター（Senator）、シポイ（Sepoy）、セラフ（Seraph）、シレイピス（Serapis）、
シリーン（Serene）、セサミ（Sesame）、スワロー（Swallow）、ソーズマン（Swordsman）、ストレナウス（Strenuous）、ストロングホールド（Stronghold）、スターディ（Sturdy）、
ステッドファスト（Steadfast）、スティーリング（Sterling）、ストーンヘンジ（Stonehenge）、ストームクラウド（Stormcloud）、トリビューン（Tribune）、トリニダッド（Trinidad）、
タクティシアン（Tactician）、タラ（Tara）、タスマニア（Tasmania）、タツー（Tattoo）、トロウジャン（Trojan）、トルーアント（Truant）、トラスティ（Trusty）、タービュレント（Turbulent）、
テネドス（Tenedos）、サニット（Thanet）、スレイシアン（Thracian）
- ヤーローS級 - 7隻

トーチ（Torch）、トマホーク（Tomahawk）、トライフォン（Tryphon）、チューモルト（Tumult）、トルクォイズ（Turquoise）、タスカン（Tuscan）、タイリアン（Tyrian）
- ソーニクロフトS級 - 5隻

スピーディ（Speedy）、トバゴー（Tobago）、トーベイ（Torbay）、トリアドー（Toreador）、ターマリン（Tourmaline）
- アドミラルティV級 - 28隻

ヴァンパイア（Vampire）、ヴァレンタイン（Valentine）、ヴァルハラ（Valhalla）、ヴァララス（Valorous）、ヴァルキリィ（Valkyrie）、
ヴィーメント（Vehement）、ヴェンチュラス（Venturous）、ヴァネッサ（Vanessa）、ヴァニティ（Vanity）、ヴァンキッシャー（Vanquisher）、ヴァノック（Vanoc）、ヴィガ（Vega）、
ヴェロックス（Velox）、ヴェンデッタ（Vendetta）、ヴィヌーシア（Venetia）、ヴァーダン（Verdun）、ヴァーサタイル（Versatile）、ヴェルラム（Verulam）、
ヴェスパー（Vesper）、ヴィデット（Vidette）、ヴァイアラント（Violent）、ヴィミエラ（Vimiera）、ヴィットリア（Vittoria）、ヴィヴァシアス（Vivacious）、
ヴィヴィアン（Vivien）、ヴォアティガーン（Vortigern）、ヴェクティス（Vectis）
ヴィミィ（Vimy）　※ 元の名前は『ヴァンクーバー（Vancouver）』
- アドミラルティW級 - 19隻

ウェイクフル（Wakeful）、ワッチマン（Watchman）、ウォルポール（Walpole）、ホイットリィ（Whitley）、ウォーカー（Walker）、ウエストコット（Westcott）、ウォーラス（Walrus）、
ウルフハウンド（Wolfhound）、ワーリック（Warwick）、ウェセックス（Wessex）、ヴォイジャー（Voyager）、ホワールウィンド（Whirlwind）、レスラー（Wrestler）、
ウィンチェルシー（Winchelsea）、ウィンチェスター（Winchester）、ウェストミンスター（Westminster）、ウィンザー（Windsor）、ライネック（Wryneck）、ウォーターヘン（Waterhen）
- ソーニクロフトV/W級 - 4隻

ヴァイスロイ（Viceroy）、ヴァイカウント（Viscount）、ウールジー（Wolsey）、ウールストン（Woolston）
- ソーニクロフト改W級 - 2隻

ウィシャート（Wishart）、ウィッチ（Witch）
- アドミラルティ改W級 - 14隻

ヴァンシッタート（Vansittart）、ヴォランティア（Volunteer）、ヴェノマウス（Venomous）、ヴェリティ（Verity）、ヴェテラン（Veteran）、
ワンダラー（Wanderer）、ホワイトホール（Whitehall）、ホワイトセッド（Whitshed）、ワイルド・スワン（Wild Swan）、レン（Wren）、ウィザリントン（Witherington）、
ウールヴァリン（Wolverine）、ウースター（Worcester）、ワイヴァーン（Wivern）
- アドミラルティ型 - 8隻

スコット（Scott）、ブルース（Bruce）、ダグラス（Douglas）、キャンベル（Campbell）、マルカム（Malcolm）、マッキィ（Mackay）、スチュアート（Stuart）、モントローズ（Montrose）
- ソーニクロフト型 - 5隻

シェークスピア（Shakespeare）、スペンサー（Spenser）、ウォーリス（Wallace）、ケッペル（Keppel）、ブローク（Broke）
- 旧・露『ベスポコイニィ』級 - 1隻

デルスキ（Derski）
大戦間の駆逐艦
- アマゾン - 1隻

アマゾン（Amazon）
- アンバスケイド - 1隻

アンバスケイド（Ambuscade）
- A級 - 8隻

アカスタ（Akasta）、アケイティーズ（Achates）、アケロン（Acheron）、
アクティブ（Active）、アンテロープ（Antelope）、アンソニー（Anthony）、アーデント（Ardent）、アロー（Arrow）
- B級 - 9隻

バシリスク（Basilisk）、ビーグル（Beagle）、ブランチ（Blanche）、ボーディシア（Boadicea）、
ボリアス（Boreas）、ブレイズン（Brazen）、ブリリアント（Brilliant）、ブルドッグ（Bulldog）
キース（Keith） ※ 嚮導駆逐艦
- C級 - 4隻（4隻計画中止）

コミット（Comet）、クレセント（Crecent）、クルーセイダー（Crusader）、シグニット（Cygnet）、ケンペンフェルト（Kempenfelt） ※ 嚮導駆逐艦
- コドリントン - 1隻

コドリントン（Codrington）
- D級 - 9隻

デインティ（Dainty）、デアリング（Daring）、デコイ（Decoy）、ディフェンダー（Defender）、ディライト（Delight）、ダイアモンド（Diamond）、ダイアナ（Diana）、ダッチェス（Duchess）、ダンカン（Duncan） ※ 嚮導駆逐艦
- E級 - 9隻

エコー（Echo）、エクリプス（Eclipse）、イレクトラ（Electra）、エンカウンター（Encounter）、エスカペイド（Escapade）、
エスコート（Escort）、エスク（Esk）、エクスプレス（Express）
エクスマス（Exmouth） ※ 嚮導駆逐艦
- F級 - 9隻

フェイム（Fame）、フィアリス（Fearless）、ファイアドレイク（Firedrake）、フォリスター（Forester）、フォアサイト（Foresight）、フォーチュン（Fortune）、フォックスハウンド（Foxhound）、フュリー（Fury）
フォークナー（Faulknor） ※ 嚮導駆逐艦
- G級 - 9隻

ギャラント（Gallant）、ガーランド（Garland）、ジプシー（Gipsy）、グローウォーム（Glowworm）、
グラフトン（Grafton）、グレネード（Grenade）、グレイハウンド（Greyhound）、グリフィン（Griffin）
グレンヴィル（Grenville） ※ 嚮導駆逐艦
- H級 - 9隻

ヘイスティ（Hasty）、ハヴォック（Havock）、ヒアワード（Hereward）、ヒーロー（Hero）、
ホスタイル（Hostile）、ホットスパー（Hotspur）、ハンター（Hunter）、ハイペリオン（Hyperion）
ハーディー（Hardy） ※ 嚮導駆逐艦
- I級 - 9隻

イカルス（Icarus）、アイレクス（Ilex）、イモージェン（Imogen）、インペリアル（Imperial）、
インパルシブ（Impulsive）、イントレピッド（Intrepid）、アイシス（Isis）、アイヴァンホー（Ivanhoe）
イングルフィールド（Inglefield） ※ 嚮導駆逐艦
- トライバル級 - 16隻

アフリディ（Afridi）、アシャンティ（Ashanti）、ベドウィン（Bedouin）、コサック（Cossack）、エスキモー（Eskimo）、ガーカ（Gurkha）、
マオリ（Maori）、マシオーナ（Mashona）、マタベレ（Matabele）、モホーク（Mohawk）、ヌビアン（Nubian）、パンジャービ（Punjabi）、
シーク（Sikh）、ソマリ（Somali）、ターター（Tartar）、ズールー（Zulu）
- J級/ジャベリン級 - 合計24隻建造

J級駆逐艦
ジャッカル（Jackal）、ジャガー（Jaguar）、ジャヌス（Janus）、ジャベリン（Javelin）、ジャージー（Jersey）、ジュノー（Juno）、ジュピター（Jupiter）
ジャーヴィス（Jervis） ※ 嚮導駆逐艦
K級駆逐艦2代目
カンダハー（Kandahar）、カシミール（Kashmir）、ケルヴィン（Kelvin）、カルトゥーム（Khartoum）、キンバーリィ（Kimberley）、キングストン（Kingston）、キプリング（Kipling）
ケリー（Kelly） ※ 嚮導駆逐艦
N級駆逐艦
ノースマン（Norseman）、ネスター（Nestor）、ニザム（Nizam）、ノーブル（Noble）、ネリッサ（Nerissa）、ノンパレル（Nonparell）、ノーマン（Norman）
ネピア（Napier） ※ 嚮導駆逐艦
- L級駆逐艦2代目 - 8隻

ガーカ（Gurkha）、ランス（Lance）、リジョン（Legion）、ライトニング（Lightning）、ライブリィ（Lively）、ルックアウト（Lookout）、ロイアル（Loyal）
ラフォーレイ（Laforey） ※ 嚮導駆逐艦
- M級駆逐艦2代目 - 8隻

マラータ（Mahratta）、マーン（Marne）、マーティン（Martin）、マッチリス（Matchless）、ミーティア（Meteor）、マスケティーア（Musketeer）、ミュルミドン（Myrmidon）
ミルン（Milne） ※ 嚮導駆逐艦
WW II時の駆逐艦
- 旧・仏『シャカール』級 - 1隻

レパード（Leopard）
- ポーモン級 - 6隻 ※ 旧・仏『ラ・メルポメーヌ』級

ブランデルブラス（Brandelbras）、ボークレア（Borclier）、ラ・コルデリア（La Cordeliere）、ラ・フローレ（La Flore）、リンコンプライス（L'Incomprise）、ラ・メルポーモン（La Melpomonen）
- 旧・仏『シムーン』級 - 2隻

ミストレル（Mistral）、オーラガン（Ouragan）
- タウン級 - 合計50隻運用 ※ 旧・米『平甲板』型（コールドウェル級 / ウィックス級 / クレムソン級）

タウン級駆逐艦クレーブン型
リウェス（Lewes）、セント・マリーズ（St.Mary's）
タウン級駆逐艦IV型
ベルモント（Belmont）、ビヴァリー（Beverley）、ブラッドフォード（Bradford）、ブロードウォーター（Broadwater）、ブロードウェイ（Broadway）、バーンハム（Burnham）、
バーウェル（Burwell）、バックストン（Buxton）、キャメロン（Cameron）、チェスターフィールド（Chesterfield）、チャーチル（Churchill）、クレアー（Clare）、ラムゼイ（Ramsey）、
リーディング（Reading）、リプレイ（Ripley）、ロッキンガム（Rockingham）、シャーウッド（Sherwood）、スタンレイ（Stanley）
タウン級駆逐艦V型
コールドウェル（Caldwell）、キャンベルタウン（Campbelltown）、キャッスルトン（Castleton）、チェルシー（Chelsea）、ランカスター（Lancaster）、
リーミントン（Leamington）、リンカーン（Lincoln）、マンスフィールド（Mansfield）、モントゴメリー（Montgomery）、リッチモンド（Richmond）、ソールズベリー（Salisbuly）、ウェルズ（Wells）
タウン級駆逐艦VI型
バス（Bath）、ブライトン（Brighton）、チャールスタウン（Charlestown）、ジョージタウン（Georgetown）、ニューアーク（Newark）、ニューマーケット（Newmarket）、
ニューポート（Newport）、ロックスボロー（Roxborough）、セント・アルバンス（St.Albans）
タウン級駆逐艦VII型
リーズ（Leeds）、ルドロウ（Ludlow）
- ハント級 - 合計86隻建造

ハント級駆逐艦I型
アサーストン（Atherston）、バークレイ（Berkeley）、キャティストック（Cattistock）、クリーブランド（Cleveland）、コッツウォルド（Cotswold）、コッテスモア（Cottesmore）、
エグリントン（Eglinton）、エクスモア（Exmoor）、ファーニー（Fernie）、ガース（Garth）、ハンブルドン（Hambledon）、ホルダーネス（Holderness）、
メンディップ（Mendip）、メイネル（Meynell）、ピッチレイ（Pytchley）、クァントック（Quantock）、クォーン（Quorn）、
サウスダウン（Southdown）、タインデイル（Tynedale）、ホアッドン（Whaddon）
ハント級駆逐艦II型
エイヴォンヴェイル（Avonvale）、バッズワース（Badsworth）、ビューフォート（Bearfort）、ビデイル（Bedale）、ビスター（Bicester）、ブラックモア（Blackmore）、
ブランクネイ（Blankney）、ブレンカスラ（Blencathra）、ブラハム（Bramham）、ブロックレスビー（Brocklesby）、カルピ（Calpe）、チディングフォルド（Chiddingfold）、
コードレイ（Cowdray）、クルーム（Croome）、ダルヴァートン（Dulverton）、エリジェ（Eridge）、エクスモーア（Exmoor）、ファーンデイル（Farndale）、グローブ（Grove）、
ヘイスロープ（Heythrop）、ハースレイ（Hursley）、ハーワース（Hurworth）、ラマートン（Lamerton）、ローダーデイル（Lauderdale）、レドバリー（Ledbury）、
リデスデイル（Liddesdale）、ミドルトン（Middleton）、オークレイ（Oakley）、テイックハム（Tickham）、パッカリジ（Puckeridge）、シルヴァートン（Silverton）、
サウスウォルド（Southwold）、テトコット（Tetcott）、ホィートランド（Wheatland）、ウィルトン（Wilton）、ゼトランド（Zetland）
ハント級駆逐艦III型
エアデイル（Airdale）、アルブライトン（Albrighton）、アルデンハム（Aldenham）、ベルヴォア（Belvoir）、ブリーン（Blean）、ブリースデイル（Bleasdale）、
ボールブローク（Bolebroke）、ボーダー（Border）、キャッテリック（Catterick）、ダーウェント（Derwent）、イーストン（Easton）、エッグスフォード（Eggesford）、
エスクデイル（Eskdale）、グライスデイル（Glaisdale）、ゴースランド（Goathland）、ホールドン（Haldon）、ハザリィ（Hatherleigh）、ハイドン（Haydon）、
ホールカム（Holcombe）、リンボルン（Limbourne）、メルブリーク（Melbreak）、モドバリー（Modbury）、ペニラン（Penylan）、ロックウッド（Rockwood）、
スティーブンストーン（Stevenstone）、タリボント（Talubont）、タナトサイド（Tanatside）、ウェズレイデイル（Wensleydale）
ハント級駆逐艦IV型
ブレコン（Brecon）、ブリセンデン（Brissenden）
- H級 - 6隻 ※ 旧・伯駆逐艦

ハーヴェスター（Harvester）、ハヴェント（Havent）、ハブロック（Havelock）、ヘスペラス（Hesperus）、ハイランダー（Highlander）、ハリケーン（Hurricane）
- I級 - 2隻 ※ 旧・土駆逐艦

インコンスタント（Inconstant） ※ 旧・『ムアヴェネト（Muavenet）』、イシュリエル（Ithuriel）
- O級 - 8隻

オブデュリト（Obdurate）、オビディアント（Obedient）、オファ（Offa）、オンスロート（Onslought）、オパチューン（Opportune）、オリビ（Oribi）、オーウェル（Orwell）、オンズロー（Onslow） ※ 嚮導駆逐艦
- P級 - 8隻

パラディン（Paladin）、パンサー（Panther）、パートリッジ（Partridge）、パスファインダー（Pathfinder）、ペン（Penn）、ピタード（Petard）、ポークパイン（Porcupine）、パケナム（Pakenham） ※ 嚮導駆逐艦
- Q級 - 8隻

クォードラント（Quadrant）、クェイル（Quail）、クォリティ（Quality）、クィーンボロ（Queenborough）、クエンティン（Quentin）、キベロン（Quiberon）、クイックマッチ（Quickmatch）、クィリアム（Quilliam） ※ 嚮導駆逐艦
- R級 - 8隻

レイスホース（Racehorse）、レイダー（Raider）、ラピッド（Rapid）、リダウト（Redoubt）、リレントリス（Relentless）、ロケット（Rocket）、ローバック（Roebuck）、ロザーハム（Rotherham） ※ 嚮導駆逐艦
- S級 - 8隻

サヴィージ（Savage）、スコーピオン（Scorpion）、スカージ（Scourge）、シレイピス（Serapis）、シャーク（Shark）、サクセス（Success）、スウィフト（Swift）、ソーマレズ（Saumarez） ※ 嚮導駆逐艦
- T級 - 8隻

ティーザー（Teazer）、テネセス（Tenacious）、ターマガント（Termagant）、タープシコリィ（Terpsichore）、チューモルト（Tumult）、タスカン（Tuscan）、タイリアン（Tyrian）
トロウブリッジ（Troubridge） ※ 嚮導駆逐艦
- U級 - 8隻

アルスター（Ulster）、ユリシーズ（Ulysses）、アンダウンテッド（Undaunted）、アンダイン（Undine）、ウラニア（Urania）、アーチン（Urchin）、アーサ（Uesa）
グレンヴィル（Grenville） ※ 嚮導駆逐艦
- V級 - 8隻

ヴァレンタイン（Valentine）、ヴィーナス（Venus）、ヴェルラム（Verulam）、ヴィジラント（Vigilant）、ヴィラーゴ（Virago）、ヴィクセン（Vixen）、ヴォレイジ（Volage）
ハーディ（Hardy） ※ 嚮導駆逐艦
- W級 - 8隻

ウェイガー（Wager）、ウェイクフル（Wakeful）、ウェセックス（Wessex）、ホエルプ（Whelp）、ホワールウィンド（Whirlwind）、ウィザード（Wizard）、ラングラー（Wrangler）
ケンペンフェルト（Kempemfelt） ※ 嚮導駆逐艦
- Z級 - 8隻

ザンビジ（Zambesi）、ゼラス（Zealous）、ゼブラ（Zebra）、ジニス（Zenith）、ゼファー（Zephyr）、ゼスト（Zest）、ゾディアック（Zodiac）
ミングス（Myngs） ※ 嚮導駆逐艦
- C級 - 合計32隻建造

C級駆逐艦Caグループ
カヴェンディッシュ（Cavendish）、カンブリアン（Cambrian）、カプリス（Caprice）、カロン（Carron）、カリスフォート（Carysfort）、カッサンドラ（Cassandra）、カヴァリア（Cavalier）
シーザー（Caeser） ※ 嚮導駆逐艦
C級駆逐艦Chグループ
チャプリット（Chaplet）、チャリティー（Charity）、チェヴィアト（Cheviot）、シェブラン（Chevron）、チャイルダース（Childers）、シバラス（Chivalrous）、チェッカーズ（Chequers）、チーフテン（Chieftain） ※ 嚮導駆逐艦
C級駆逐艦Coグループ
カッケード（Cockade）、コミット（Comet）、コーマス（Comus）、コンコード（Concord、元の名はコルソCorso）、コンソート（Consort）、コンテスト（Contest）、コンスタンス（Constance）、コサック（Cossack） ※ 嚮導駆逐艦
C級駆逐艦Crグループ
クリオール（Creole）、クリスピン（Crispin）、クロムウェル（Cromwell）、クラウン（Crown）、クロージャース（Croziers）、クリスタル（Crystal）、クレセント（Crecent）、クルーセイダー（Crusader） ※ 嚮導駆逐艦
- バトル級 - 合計24隻建造（17隻計画中止）

バトル級駆逐艦前期I型
カンパーダウン（Camperdown）、フィニステル（Finisterre）、ガバード（Gabbard）、ホーグ（Hogue）、レイゴス（Lagos）、セント・キッツ（St.Kitts）、バーフルーア（Barfleur）、トラファルガー（Trafalgar） ※ 嚮導駆逐艦
バトル級駆逐艦前期II型
カディズ（Cadiz）、グラヴェリンズ（Gravelines）、スルイス（Sluys）、ヴィゴー（Vigo）、アルマダ（Armada）、セインテス（Saintes）、セント・ジェイムズ（St.James）、ソールベイ（Solebay） ※ 嚮導駆逐艦
バトル級駆逐艦後期型
アイシン（Aisne）、バロッサ（Barrosa）、ダンカーク（Dunkirk）、マタパン（Matapan）、エジンコート（Agincourt）、アラメイン（Alamein）、コラナ（Corunna）、ジャトランド（Jutland、元はマルプラケット(HMS Malplaquet)） ※ 嚮導駆逐艦
※ 建造中止
アルブェラ（Albuera）、オーデナーデ（Oudenarde）、セントルシア（St. Lucia）、ベル・イスル（Belle Isle）、オムダーマン（Omdurman）、ジャトランド（Jutland）、モンス（Mons）、ナムール（Namur）、ナヴァリノ（Navarino）、サン・ドミンゴ（San Domingo）、ポイスティアーズ（Poictiers）、ソンム（Somme）、タラヴェラ（Talavera）、トリンコマリー（Trincomalee）、ウォータールー（Waterloo）、デライト（Delight、元はイープル（Ypres））、ダナエー (HMS Danae、元はヴィミエラ（Vimiera）)
- ウェポン級 - 4隻（16隻計画中止）

クロスボウ（Crossbow）、スコーピオン（Scorpion、元の名はトマホーク（Tomahawk）、更にその前はセントー（Centaur））、バトルアクス（Battleaxe）、ブロードソード（Broadsword） ※ 嚮導駆逐艦
※ 建造中止：
カットラス(Cutlass)、ダガー(Dagger)、カルヴァリン(Culverin)、ハウィツアー(Howitzer)、ロングボウ(Longbow)、ソード(Sword、元の名はセルト」(Celt))、マスケット(Musket)、ランス(Lance、元の名はレイピア(Rapier))、カロネード(Carronade)、クレイモア(Claymore)、ダーク(Dirk)、グレネード(Grenade)、ハルバード(Halberd)、パニアード(Poniard)、ライフル(Rifle)、スピアー(Spear)
- デアリング級 - 8隻（8隻計画中止）

デインティ（Dainty）、デアリング（Daring）、デコイ（Decoy）、ディフェンダー（Defender）、デライト（Delight）、ダイアモンド（Diamond）、ダイアナ（Diana）、ダッチェス（Duchess）
- 旧・独『1934』型 - 1隻 - Z4
- 旧・独『1934A』型 - 1隻 - Z10
- 旧・独『1936A』型 - 1隻 - ノンサッチ（Nonsuch） ※ 旧・『Z38』

WW II後の駆逐艦
- カウンティ級 - 8隻

前期型 - デヴォンシャー（D-02 Devonshire）、ハンプシャー（D-06 Hampshire）、ロンドン（D-16 London）、ケント（D-12 Kent）
後期型 - ファイフ（D-20 Fife）、グラモーガン（D-19 Glamorgan）、アントリム（D-18Antrim）、ノーフォーク（D-21 Norfolk）
- 82型 - 1隻（7隻計画中止）

ブリストル（Bristol）
- 42型 - 14隻

バッチ1 - シェフィールド（Sheffield）、バーミンガム（Birmingham）、カーディフ（Cardiff）、コヴェントリー（Coventry）、ニューカッスル（Newcastle）、グラスゴー（Glasgow）
バッチ2 - エクセター（Exeter）、サウサンプトン（Southampton）、ノッティンガム（Nottingham）、リヴァプール（Liverpool）
バッチ3 - マンチェスター（Manchester）、グロスター（Gloucester）、エディンバラ（Edinburgh）、ヨーク（York）
- - 45型 - 6隻

デアリング（D-32 Daring）、ドーントレス（D-33 Dauntless）、ダイヤモンド（D-34 Diamond）、
ドラゴン（D-35 Dragon）、ディフェンダー（D-36 Defender）、ダンカン（D-37 Duncan）

#### フリゲート
- リバー級 － 67隻
- エイデュー（Adur）、アイレ（Aire）、アナン（Annan）、アナン（Annan）（2代）、エイヴォン（Avon）、オー（Awe）、バリンデリー（Ballinderry）、バン（Bann）、バーレ（Barle）、ブレイド（Braid）、カム（Cam）
- チェルマー（Chelmer）、カックミア（Cuckmere）、ダート（Dart）、ダーグ（Derg）、デヴェロン（Deveron）、ドーヴェイ（Dovey）、エトリック（Ettrick）、イーブンロード（Evenlode）、エクセ（Exe）、ファル（Fal）
- ファインドホーン（Findhorn）、フローム（Frome）、グレナーム（Glenarm）、ハラデール（Halladale）、ヘルフォード（Helford）、ヘルムズデール（Helmsdale）、インヴァー（Inver）、イッチェン（Itchen）、ジェド（Jed）
- ケール（Kale）、ラガン（Lagan）、ラッキィ（Lochy）、ロッシー（Lossie）、ミーオン（Meon）、モンナウ（Monnow）、モーン（Mourne）、モヨーラ（Moyola）、ナッダー（Nadder）、ネネ（Nene）、ネス（Ness）
- ニス（Nith）、オドザニ（Odzani）、Parret、プリム、リブル（Ribble）、リブル（Ribble）（2代）、ローター（Rother）、シール（Shiel）、スペイ（Spey）、スウェイル（Swale）、タフ（Taff）、タヴィ（Tavy）、テイ（Tay）
- ティーズ（Tees）、テム（Teme）、テスト（Test）、テビオット（Teviot）、トリッジ（Torridge）、トォイ（Towy）、トレント（Trent）、ツイード（Tweed）、ウスク（Usk）、ウェイブニー（Waveney）、ウェア（Wear）
- ウィンドラッシュ（Windrush）、ワイ（Wye）
- コロニー級フリゲート - 21隻（米国より貸与されたタコマ級フリゲート）

アンギラ (Anguilla)、アンティグア (Antigua)、アセンション (Ascension)、バハマ (Bahamas)、カイコス (Caicos)、ケイマン (Cayman)、ドミニカ (Dominica)、ラブアン (Labuan)、モンセラット (Montserrat)、ニャサランド (Nyasaland)、パプア (Papua)、ペリム (Perim)、ピトケアン (Pitcairn)、サラワク(Sarawak)、セイシェル (Seychelles)、ソマリランド (Somaliland)、セントヘレナ (St.Helena)、トバゴ (Tobago)、トルトラ (Tortola)、ザンジバル (Zanzibar)
- キャプテン級フリゲート - 78隻（米国より貸与されたエヴァーツ級護衛駆逐艦及びバックレイ級護衛駆逐艦）

元エヴァーツ級- ベイエンタン (Bayntun)、ベイズリ－ (Bazely)、ベリー (Berry)、ブラックウッド (Blackwood)、バージス (Burges)、カペル (Capel)、ドーリー (Drury)、クック (Cooke)、ダクレス (Dacres)、ドメット (Domett)、フォーリー (Foley)、ガーディナー (Gardiner)、ガリーズ (Garlies)、グールド (Gould)、グドール (Goodall)、グッドソン (Goodson)、ゴア (Gore)、グリンダル (Grindall)、イングリス (Inglis)、インマン (Inman)、キーツ (Keats)、ケンプソーン (Kempthorne)、キングスミル (Kingsmill)、ローフォード (Lawford)、ルイス (Louis)、ローソン (Lawson)、パスリー (Pasley)、ローリング (Loring)、ホステー (Hoste)、ムーサム (Moorsom)、マナーズ (Manners)、マウンジー (Mounsey)
元バックレイ級- アフレック (Affleck)、アイルマー (Aylmer)、バルフォア (Balfour)、ベンティンク (Bentinck)、ベントリー (Bentley)、ビッカートン (Bickerton)、ブライ (Bligh)、ブレイスウェイト (Braithwaite)、ブレン (Bullen)、バイアード (Byard)、バイロン (Byron)、カルダー (Calder)、コン (Conn)、コスビー (Cosby)、コットン (Cotton)、クランストウン (Cranstoun)、キュービット (Cubitt)、カーゾン (Curzon)、ダキンス (Dakins)、ディーン (Deane)、ダックワース (Duckworth)、ダフ (Duff)、エキンズ (Ekins)、エシントン (Essington)、フィッツロイ (Fitzroy)、ハルステッド (Hulsted)、ハーグッド (Hargood)、ホームズ (Holmes)、ホーサム (Hotham)、ナルボロー (Narborough)、レッドミル (Redmill)、レタリック (Retalick)、リウ (Riou)、ラザフォード (Rutherford)、ローリー (Rowley)、ルパート (Rupert)、ストックハム (Stockham)、シーモア (Seymour)、スプラッゲ (Spragge)、ステイナー (Stayner)、ソーンボロー (Thornborough)、トリントン (Torrington)、トロロープ (Trollope)、タイラー (Tyler)、ウォルデグレイブ (Waldegrave)、ウィテカー (Whitaker)
- ロック級フリゲート - 28隻(54隻未成)

ロック・アカナルト (Loch Achanalt)、ロック・アクレイ (Loch Achray)、ロック・アルヴィ (Loch Alvie)、ロック・アーカイグ (Loch Arkaig)、ロック・クラギー (Loch Craggie)、ロック・ダンビーガン (Loch Dunvegan)、ロック・エック (Loch Eck)、ロック・ファダ (Loch Fada)、ロック・ファイン (Loch Fyne)、ロック・グレンドゥ (Loch Glendhu)、ロック・ゴルム (Loch Gorm)、ロック・インシュ (Loch Insh)、ロック・カトリーン (Loch Katrine)、ロック・キリン (Loch Killin)、ロック・キリスポート (Loch Killisport)、ロック・ローモンド (Loch Lomond)、ロック・モア (Loch More)、ロック・モリッチ (Loch Morlich)、ロック・コイック (Loch Quoich)、ロック・ルスベン (Loch Ruthven)、ロック・スカバイグ (Loch Scavaig)、ロック・シン (Loch Shin)、ロック・ターバート (Loch Tarbert)、ロック・トラレイグ (Loch Tralaig)、ロック・ベヤティー (Loch Veyatie)、ロック・ボイスデール (Loch Boisdale)、ロック・クリー (Loch Cree)、ロック・アルド (Loch Ard)、ロック・アシント (Loch Assynt)、ロック・トーリドン (Loch Torridon)
- ベイ級フリゲート- 26隻

ビッグベリー・ベイ (Bigbury Bay)、バーグヘッド・ベイ (Burghead Bay)、カーディガン・ベイ (Cardigan Bay)、カーナーボン・ベイ (Carnavon Bay)、カウサンド・ベイ (Cawsand Bay)、エナード・ベイ (Enard Bay)、ラルゴ・ベイ (Largo Bay)、モーカム・ベイ (Morecambe Bay)、マウンツ・ベイ (Mounts Bay)、パドストウ・ベイ (Padstow Bay)、ポーロック・ベイ (Porlock Bay)、セント・オーステル・ベイ (St Austell Bay)、セント・ブライズ・ベイ (St Brides Bay)、スタート・ベイ (Start Bay)、トレマドグ・ベイ (Tremadoc Bay)、ヴェリアン・ベイ (Veryan Bay)、ホワイトサンド・ベイ (Whitesand Bay)、ワイドマウス・ベイ (Widemouth Bay)、ウィグタウン・ベイ (Wigtown Bay)、ダンドラム・ベイ (Dundrum Bay)、ジェランス・ベイ (Gerrans Bay)、ペグウェル・ベイ (Pegwell Bay)、ルース・ベイ (Luce Bay)、ハーン・ベイ (Herne Bay)、サーソー・ベイ (Thurso Bay)
- 15型 (ラピッド級) - 29隻
- 16型 (テネセス級) - 10隻
- 41型 (レパード級) - 4隻
- 61型 (ソールズベリー級) - 4隻
- 14型 (ブラックウッド級) - 12隻
- 12型 (ホイットビィ級) - 6隻
- 12M型 (ロスシー級) - 9隻
- 81型 (トライバル級) - 7隻
- 12I型 (リアンダー級)
- （バッチ1）リアンダー、ダイドー、エイジャクス、オーロラ、ガラティア、ユーライアラス、ナイアド、アリシューザ
- （バッチ2）クレオパトラ、フィービ、ミナーヴァ、シリアス、ジュノー、アーゴノート、ダナイー、ピネロピ
- （バッチ3）アンドロメダ、カリブディス、ハーマイオニー、ジュピター、バッカント、シラ、アキリーズ、ダイアミード、アポロ、アリアドニ
- マーメイド
- 21型 (アマゾン級)
- アーデント、アヴェンジャー、アクティブ、アマゾン、アラクリティ、アロー、アンテロープ、アンバスケイド
- 22型（ブロードソード級）
- （バッチ1）ブロードソード、バトルアクス、ブリリアント、ブラーゼン
- （バッチ2）ボクサー、ビーバー、ブレイヴ、ロンドン、シェフィールド、コヴェントリー
- （バッチ3）コーンウォール、カンバーランド、キャンベルタウン、チャタム
- 23型（デューク級）
- ノーフォーク、アーガイル、ランカスター、マールバラ、アイアン・デューク、モンマス、モントローズ、ウエストミンスター、ノーサンバーランド、リッチモンド、サマセット、グラフトン、サザランド、ケント、ポートランド、セント・アルバンス
- 26型（グラスゴー級） - 0隻（3隻建造中、5隻計画中）
- グラスゴー、カーディフ、ベルファスト、バーミンガム、シェフィールド、ニューキャッスル、エディンバラ、ロンドン
- 31型（ヴェンチャラー級）- 0隻（5隻計画中）
- ヴェンチャラー、ブルドッグ、キャンベルダウン、フォーミダブル、アクティヴ

#### コルベット
- フラワー級コルベット
- アビーリア (コルベット)、グラジオラス (コルベット)、ジニア (コルベット)、ブルーベル (K80)
- キャッスル級コルベット
- オックスフォードキャッスル (K692)、デンビーキャッスル (K696)、ペベンシーキャッスル (K449)、ポーチェスターキャッスル (K362)、ラッシェンキャッスル (K372)、ハーストキャッスル (K416)

#### スループ
- ブラックスワン級スループ

### 潜水艦

#### 戦略原潜
- レゾリューション級 - 4隻（1隻建造中止） - レゾリューション（S-20 Resolution）、リパルス（S-23 Repluse）、リナウン（S-26 Renown）、リヴェンジ（S-27 Revenge）

※ 建造中止：
ラミリーズ（Ramillies）
- ヴァンガード級 - 4隻 - ヴァンガード（S-28 Vanguard）、ヴィクトリアス（S-29 Victorious）、ヴィジラント（S-30 Vigilant）、ヴェンジャンス（S-31 Vengeance）

#### 攻撃原潜
- ドレッドノート - 1隻 - ドレッドノート（S-101 Dreadnought）
- ヴァリアント級 - 2隻

ヴァリアント（Valiant）※ 元は『インフレクシブル（S-102 Inflexible）』、ウォースパイト（S-103 Warspite）
- チャーチル級 - 3隻

チャーチル（S-46 Churchill）、コンカラー（S-48 Conqueror）、カレイジャス（Courageous）※ 元は『シュパーブ（S-50 Courageous）』
- スウィフトシュア級 - 6隻

スウィフトシュア（S-126 Swiftsure）、ソブリン（S-108 Sovereign）、シュパーブ（S-109 Superb）、セプター（S-104 Sceptre）、スパータン（S-111 Spartan）、スプレンディド（S-112 Splendid）
- トラファルガー級 - 7隻

トラファルガー（S-107 Trafalgar）、タービュラント（S-87 Turbulent）、タイアリス（S-88 Tireless）、トーベイ（S-90 Torbay）、トレンチャント（S-91 Trenchant）、タレント（S-92 Talent）、トライアンフ（S-93 Triumph）
- アスチュート級 - 5隻（2隻建造中）

アスチュート（S-119 Astute）アンブッシュ（S-120 Ambush）、アートフル（S-121 Artful）、オーディシャス (S-122 Audacious）、アンソン (S-123 Anson）、
※ 建造中：
アガメムノン (S-124 Agamemnon）、アキリーズ (S-125 Achilles）

#### 通常動力型潜水艦

##### WW Iまでの潜水艦
WW Iまでの潜水艦
- - ホランド型 - 5隻

No.1、No.2、No.3、No.4、No.5
- A級 - 13隻

A1、A2、A3、A4、A5、A6、A7、A8、A9、A10、A11、A12、A13
- B級 - 11隻

B1、B2、B3、B4、B5、B10、S6、B7、B8、B9、B11 ※ 元の艦名は『B6～9、11』
- C級 - 38隻

C1、C2、C3、C4、C5、C6、C7、C8、C9、C10、C11、C12、C13、C14、C15、C16、C17、C18、C19、C20、C21、C22、C23、C24、C25、C26、C27、C28、C29、C30、C31、C32、C33、C34、C35、C36、C37、C38
- D級 - 8隻

D1、D2、D3、D4、D5、D6、D7、D8
- E級 - 合計55隻建造（1隻建造中止）

E級潜水艦E1グループ - E1、E2、E3、E4、E5、E6、E7、E8
E級潜水艦E9グループ - E9、E10、E11、E12、E13、E14、E15、E16、E17、E18、E19、E20、E21、E22、E23、E25、E26、E27、E29、E30、E31、E32、E33、E35、E36、E37、E38、E39、E40、E42、E43、E44、E47、E48
E級潜水艦E9グループ - E49、E50、E52、E53、E54、E55、E56
※ 建造中止：
E28
E級潜水艦機雷敷設型 - E24、E34、E41、E45、E46、E51
- F級 - 3隻（3隻建造中止）

F1、F2、F3
※ 建造中止：
F4、F5、F6
- S級 - 3隻

S1、S2、S3
- V級 - 4隻

V1、V2、V3、V4
- W級 - 4隻

W1、W2、W3、W4
- G級 - 14隻（1隻建造中止）

G1、G2、G3、G4、G5、G6、G7、G8、G9、G10、G11、G12、G13、G14
※ 建造中止：
G15
- H級 - 合計43隻建造（11隻建造中止）

H級潜水艦H1グループ - H1、H2、H3、H4、H5、H6、H7、H8、H9、H10、H11、H12、H13、H14、H15、H16、H17、H18、H19、H20
H級潜水艦H21グループ - H21、H22、H23、H24、H25、H26、H27、H28、H29、H30、H31、H32、H33、H34、H42、H43、H44、H47、H48、H49、H50、H51、H52
※ 建造中止：
H35、H36、H37、H38、H39、H40、H41、H45、H46、H53、H54
- J級 - 6隻（2隻建造中止）

J1、J2、J5、J6
J3、J4 ※元の艦名は『J7、8』
※ 建造中止：
J3、J4
- ソードフィッシュ - 1隻
- K級 - 18隻（5隻建造中止、4隻設計変更）

K1グループ
K1、2、3、4、5、6、7、8、9、10、11、12、14、15、16、17
K22 ※ 元は『K13』
※ 設計変更：
K18、19、20、21 →M級へ
K23グループ
K26
※ 建造中止：
K23、24、25、27、28
- L級 - 36隻（37隻建造中止）

L1グループ
L3、4、5、6、7、8
※L1~2 元は『E57、58』
L9グループ
L9、10、15、16、18、19、20、21、22、23、24、26、27、33
※ 建造中止：
L28、29、30、31、32、34、35、36、37、38、39、40、41、42、43、44、45、46、47、48、49
L50グループ
L52、53、54、55、56、69、71、
L67、68 →ユーゴスラビアへ
※ 建造中止：
L50、51、57、58、59、60、61、62、63、64、65、66、67、68、70、72、73、74
機雷敷設型
L11、12、14、17、25
- M級 - 3隻（1隻建造中止）

M1、2、3
※ 建造中止：
M4
- ノーチラス - 1隻

ノーチラス（Nautilus）
- R級 - 10隻（2隻建造中止）

R1、2、3、4、7、8、9、10、11、12
※ 建造中止：
R5、6
- 旧・米R級 - 3隻

P511　P512　P514
- 旧・米S級 - 6隻

P551　P552　P553　P554　P555　P556

##### WW IIまでの潜水艦
- X1 - 1隻

X1
- O級 - 合計9隻建造

O級潜水艦第1グループ:オベロン（Oberon）、オトウェイ（Otway）、オキシレイ（Oxley）
O級潜水艦第2グループ:オーディン（Odin）、オリンパス（Olympus）、オーフュース（Orpheus）、オーサイアリス（Osiris）、オズワルド（Oswald）、オータス（Otus）
- P級 - 6隻

パーシアン（Parthian）、パーシュース（Perseus）、フィーニクス（Phoenix）、ポセイドン（Poseidon）、プロテュース（Proteus）、パンドーラ（Pandora） ※ 元の名前は『パイサン（Python）』
- R級 - 4隻（2隻建造中止）

レインボー（Rainbow）、リージェント（Regent）、レギュラス（Regulus）、ローヴァー（Rover）
※ 建造中止：
ロイヤリスト（Royalist）、ルパート（Rupert）
- S級 - 合計62隻建造（4隻建造中止）

S級潜水艦第1グループ:スタージョン（Sturgeon）、ソードフィッシュ（Swordfish）、シーホース（Seahorse）、スターフィッシュ（Starfish）
S級潜水艦第2グループ:シーライオン（Sealion）、シャーク（Shark）、サーモン（Salmon）、スナッパー（Snapper）、シーウルフ（Seawolf）、スピアーフィッシュ（Spearfish）、サンフィッシュ（Sunfish）
S級潜水艦第2グループ:スターリット（Starlet）
S級潜水艦第3グループ:P222、ストイック（Stoic）、ストーンヘンジ（Stonehenge）、ストーム（Storm）、ストラティジャム（Stratagem）、ストロングボウ（Strongbow）、スパーク（Spark）、シーシアン（Scythian）
S級潜水艦第3グループ:サーティス（Syrtis）、シャリマー（Shalimar）、スカッツマン（Scotsman）、シー・デヴィル（Sea Devil）、スピリット（Spirit）、ステーツマン（Statesman）、スターディ（Sturdy）
S級潜水艦第3グループ:スティジアン（Stygian）、サトル（Subtle）、シュープリーム（Supreme）、シー・スカウト（Sea Scout）、サリーニー（Selene）、セニシャル（Seneschal）、センティネル（Sentinel）、サーガ（Saga）
S級潜水艦第3グループ:スカーチャー（Scorcher）、サイドン（Sidon）、スルース（Sleuth）、ソーレント（Solent）、スピアーヘッド（Spearhead）、スプリンガー（Springer）、スパー（Spur）、サングイン（Sanguine）
S級潜水艦第3グループ:サファリ（Safari、サーヒブ（Sahib）、サラセン（Saracen）、サター（Satyr）、セプター（Sceptre）、シードッグ（Seadog）、シビル（Sibyl）、シー・ローヴァー（Sea Rover）、セラフ（Seraph）
S級潜水艦第3グループ:シェークスピア（Shakespeare）、シー・ニンフ（Sea Nymph）、シックル（Sickle）、シムーン（Simoon）、サーダー（Sirdar）、スパイトフル（Spiteful）、スプレンディド（Splendid）
S級潜水艦第3グループ:スポーツマン（Sportsman）、スタバーン（Stubborn）、サーフ（Surf）
※ 建造中止：
シー・ロビン（Sea Robin）、スプライトリィ（Sprightly）、サーフェイス（Surface）、サージ（Surge）
- リバー級 - 3隻

テムズ（Themes）、セヴァーン（Severn）、クライド（Clyde）
- グランパス級 - 6隻（3隻建造中止）

ポーパス（Porpolse）、グランパス（Grampus）、ナーワル（Narwhal）、ロークウァル（Rorqual）、カシャラット（Cachalot）、シール（Seal）
※ 建造中止：
P411、412、413
- T級 - 合計53隻建造（9隻建造中止）

T級潜水艦第1グループ:トライトン（Triton）、トリビューン（Tribune）、トライデント（Trident）、トライアンフ（Triumph）、タークー（Taku）、ターポン（Tarpon）、シスル（Thistle）、ティグリス（Tigris）
T級潜水艦第1グループ:トライアド（Triad）、トルーアント（Truant）、ツーナ（Tuna）、タリスマン（Talisman）、ティトラーク（Tetrarch）、トーベイ（Torbay）
T級潜水艦第1グループ:サンダーボルト（Thunderbolt）※ 元『シーティス（Thetis）』
T級潜水艦第2グループ:テンペスト（Tempest）、ソーン（Thorn）、スラッシャー（Thrasher）、トラヴェラー（Traveller）、トルーパー（Trooper）、トラスティー（Trusty）、タービュラント（Turbulent）
T級潜水艦第3グループ:タンタラス（Tantalus）、タンティヴィ（Tantivy）、ティレマカス（Telemachus）、タレント（Talent）、テラピン（Terrapin）、サロー（Thorough）、タイアリス（Tireless）、トークン（Token）
T級潜水艦第3グループ:トレードウィンド（Tradewind）、トレンチャント（Trenchant）、ティプトー（Tiptoe）、トランプ（Trump）、タシターン（Taciturn）、テイパー（Tapir）、ターン（Tarn）、タリードー（Teredo）
T級潜水艦第3グループ:タバード（Tabard）、トーテム（Totem）、トランチャン（Truncheon）、ターピン（Turpin）、サーモピリー（Thermopylae）、P311※元『ツタンカーミン（Tutankhamen）』
T級潜水艦第3グループ:トレスパッサー（Trespasser）、トーラス（Taurus）、タクティシャン（Tactician）、トラキュレント（Truculent）、テンプラー（Templar）、タリ・ホー（Tally Ho）、シューリ（Thule）
T級潜水艦第3グループ:チューダー（Tudor）、 タレント（Talent）※元『タズマン（Tasman）』
※ 建造中止：
シーバン（Theban）、タレント（Talent）、スレット（Threat）、P345、P346、P347、P348、ソアー（Thor）、ティアーラ（Tiara）
- U級 - 合計49隻建造（7隻建造中止）

U級潜水艦第1グループ:アンダイン（Undine）、ユニティ（Unity）、アーシュラ（Ursula）、アンパイア（Umpire）、ユーナ（Una）、アンビートン（Unbeaten）、アンドーンテッド（Undaunted）、ユニオン（Union）
U級潜水艦第1グループ:ユニーク（Unique）、アップホルダー（Upholder）、アップライト（Upright）、アーチン（Urchin）、アージ（Urge）、アスク（Usk）、アトモースト（Utmost）
U級潜水艦第2グループ:P32、33、36、38、39、47、48、52、アプロー（Uproar）※ 元『アルズウォーター（Ulleswater）』、アルティメータム（Ultimatum）、アンブラ（Umbra）、アンベンディング（Unbending）
U級潜水艦第2グループ:ユレッド（Uredd）、アンブロークン（Unbroken）、ユーニズン（Unison）、ユナイテッド（United）、アンライヴァルド（Unrivalled）、アンラフルド（Unruffled）、アンルーリィ（Unruly）
U級潜水艦第2グループ:アンシーン（Unseen）、アルター（Ultor）、アンシェークン（Unshaken）、アンスパーリング（Unsparing）、ユザーパー（Usurper）、ユニヴァーサル（Universal）
U級潜水艦第2グループ:ヴァイタリティ（Vitality）※元『アンテイムド（Untamed）』、アンタイアリング（Untiring）、ヴァランジアン（Varangian）、ユーサ（Uther）、アンスワーヴィング（Unswerving）
U級潜水艦第2グループ:ヴァンダル（Vandal）、アップスタート（Upstart）、ヴァーン（Varne）、ヴォクス（Vox）
※ 建造中止：
P81、82、83、84、85、86、87
- P611級 - 4隻 ※ 旧・土潜水艦

P611 ※ 旧・『オリック・レイス（Oruc Reis）』、612 ※ 旧・『ムラート・レイス（Murat Reis）』、P613 ※ 旧・『ブラーク・レイス（Burak Reis）』、P614 ※ 旧・『ユリック・アリ・レイス（Uluc Ali Reis）』
- V級 - 22隻（20隻建造中止）

ヴェンチャラー（Venturer）、ヴァイキング（Viking）、ヴェルト（Veldt）、ヴァンパイア（Vampire）、ヴォクス（Vox）、ヴィゴロス（Vigorous）、ヴァーチュ（Virtue）、ヴィジゴス（Visigoth）、ヴィヴィッド（Vivid）
ヴォレイシャス（Voracious）、ヴァルパイン（Vulpine）、ヴァーン（Varne）、アップショット（Upshot）、アーティカ（Urtica）、ヴィニヤード（Vineyard）、ヴァリアンス（Variance）、ヴェンジフル（Vengeful）
ヴォーテクス（Vortex）、ヴィリュラント（Virulent）、ヴォラタイル（Volatile）、ヴァガボンド（Vagabond）、ヴォータリィ（Votary）
※ 建造中止：
ヴィトー（Veto）、ヴィリル（Virile）、ヴィジタント（Visitant）、ユーパス（Upas）、ユリックス（Ulex）、ユートピア（Utopia）、アンブライドレッド（Unbridled）、アップワード（Upward）、ヴァンテージ（Vantage）
ヴィーヒマント（Vehement）、ヴェナム（Venom）、ヴァーブ（Verve）、他8隻が未成
- A級 - 17隻（29隻建造中止）

アケロン（Acheron）、エース（Ace）、アルシード（Alcide）、オールダニ（Alderney）、アライアンス（Alliance）、アンブッシュ（Ambush）、オーライガ（Auriga）、アフレイ（Affray）、アンドリュー（Andrew）
オーロックス（Aurochs）、イニーアス（Aeneas）、アラリック（Alaric）、アステュート（Astute）、アーティミス（Artemis）、アートフル（Artful）、アンカライト（Anchorite）※元『アンフィオン（Amphion）』
アンカライト（Anchorite）
※ 建造中止：
アデプト（Adept）、アンドロマキ（Andoromache）、アンサー（Answer）、アンタゴニスト（Antagonist）、アンテュース（Antaeus）、アンザック（Anzac）、アフロダイテ（Aphrodite）、アケイティーズ（Achates）
アドミラブル（Admirable）、アプローチ（Approach）、アーケイディアン（Arcadian）、アーデント（Ardent）、アーゴシー（Argosy）、アトランティス（Atlantis）、アジャイル（Agile）、アスペリティ（Asperrity）
オースティア（Austere）、アグレッサー（Aggressor）、アギト（Agate）、アバラード（Abelard）、アカスタ（Acasta）、アルセスティス（Alcestis）、アラディン（Alladin）、アズテック（Aztec）
アドヴァーサリー（Adversary）、アスガード（Asgard）、アウェイク（Awake）、アスターチ（Astarte）、アシュアランス（Assurance）
- 旧・伊アルキメーデ級 - 1隻

X2 ※ 旧・『ガリレオ・ガリレイ（Galileo Galilei）』
- 旧・伊ペルラ級 - 1隻

P712 ※ 旧・『ペルラ（Perla）』
- 旧・伊アッチアイーオ級 - 1隻

P714 ※ 旧・『ブロンゾ（Bronzo）』
- 旧・独VIIC型 - 1隻

グラフ（Graph） ※ 旧・『U-570』
- 旧・独XVIIB型 - 1隻

メテオライト（Meteorite） ※ 旧・『U-1407』

##### WW II後の潜水艦
WW II後の潜水艦
- エクスプローラー級 - 2隻

エクスプローラー（S-30 Explorer）、エクスカリバー（S-40 Excalibur）
- ポーパス級 - 8隻

ポーパス（S-01 Porpoise）、ロークウァル（S-02 Rorqual）、ナーワル（S-03 Narwhal）、グランパス（S-04 Grampus）、フィンワール（S-05 Finwhale）、カシャラット（S-06 Cachalot）、シーライオン（S-07 Sealion）
ウォールラス（Walrus）※ 元の名前は『ホエール（S-08 Whale）』
- オベロン級 - 14隻

オベロン（S-09 Oberon）、オーディン（S-10 Odin）、オーフュース（S-11 Orpheus）、オリンパス（S-12 Olympus）、オーサイアリス（S-13 Osiris）、オンスロート（S-14 Onslaught）、オッター（S-15 Otter）
オラクル（S-16 Oracle）、オーシロット（S-17 Ocelot）、オータス（S-18 Otus）、オポサム（S-19 Opossum）、オポーチュン（S-20 Opportune）、オニクス（S-21 Onyx）
オニクス（Onyx） →カナダへ
- アップホルダー級 - 4隻（8隻計画中止）

アップホルダー（S-40 Upholder）、アンシーン（S-41 Unseen）、アーシュラ（S-42 Ursula）、ユニコーン（S-43 Unicorn）

##### ミゼット・サブマリン
ミゼット・サブマリン
- X3級 - 2隻

X3、4
- X5級 - 12隻

X5、6、7、8、9、10、20、21、22、23、24、25
- XT1級 - 6隻（12隻建造中止）

XT1、2、3、4、5、6
※ 建造中止：
XT7、8、9、10、11、12、13、14、15、16、17、18
- XE1級 - 11隻（1隻建造中止）

XE1、2、3、4、5、6、7、8、9、11、12
※ 建造中止：
XE10
- スティックルバック級 （Stickleback-class submarine） - 4隻

スティックルバック（Stickleback）、シュリンプ（Shrimp）、スプラート（Sprat）、ミノウ（Minnow）

### 機雷戦艦艇

#### 掃海艦艇
機雷掃討母艦
- スターリング・キャッスル（Stirling Castle）[3]

掃海艇
- アスコット級 - 合計32隻

初期型 - アスコット、アザーストーン、チェルムスフォード、チェルトナム、チェプストウ、クロクストン、ドンカスター、エグリントン、エプソム、エリッジ、ガトウィック、グッドウッド、ハルドン、ハースト、ケンプトン
初期型 - リングフィールド、ラドロー、メルトン、ニューベリー、プランプトン、ポンテフラクト、レデューサー、サンダウン、トットネス
改良型 - ハンベリー、ハーペンデン、ヘクサム、ラナーク、ルイス、シンクリフ、シャーリー、ウェザビー
- ハルシオン級 - 21隻

ブランブル（Bramble）、ブリトマート（Britomart）、フランクリン（Franklin）、グリーナー（Gleaner）、ゴサマ（Gossamer）、ハルシオン（Halcyon）、ハリアー（Harrier）、ハザード（Hazard）、ヘーベ（Hebe）
ユサール（Hussar）、ジェーソン（Jason）、リーダ、ニジェール（Niger）、サラマンダー（Salamander）、スコット（Scott）、シーガル（Seagull）、シャープシューター（Sharpshooter）
スキップジャック（Skipjack）、スピードウェル（Speedwell）、スピーディ（Speedy）、スフィンクス（Sphinx）
- ハント級 - 13隻

ブレコン（M-29 Brecon）、レッドベリー（M-30 Ledbury）、キャティストック（M-31 Cattistock）、コッテスモア（M-32 Cottesmore）、ブロックレスビー（M-33 Brocklesby）、
ミドルトン（M-34 Middleton）、ダルヴァートン（M-35 Dulverton）、バイチェスター（M-36 Bicester）、チディングフォールド（M-37 Chiddingfold）、アザーストン（M-38 Atherstone）、
ハワース（M-39 Hurworth）、バークレイ（M-40 Berkeley）、クオーン（M-41 Quorn）
- サンダウン級 - 15隻

サンダウン（M-101 Sandown）、インヴァネス（M-102 Inverness）、クローマー（M-103 Cromer）、ウォルニー（M-104 Walney）、ブリッドポート（M-105 Bridport）、
ペンザンス（M-106 Penzance）、ペンブローク（M-107 Pembroke）、グリムスビー（M-108 Grimsby）、バンゴール（M-109 Bangor）、ラムゼー（M-110 Ramsey）、
ブライス（M-111 Blyth）、ショーハム（M-112 Shoreham）

### 両用戦艦艇

#### 揚陸艦艇

##### WW IIまでの揚陸艦艇
英国海軍のLSIは、アメリカ海軍のAPAに相当する。
大型歩兵揚陸艦　LSI(L) - 24隻
- キャメロン級 - 1隻

アード・パトリック（HMS Ard Patrick）
- 艦級名無し - 3隻

グレンアーン (HMS Glenearn）、グレンガイル（HMS Glengyle）、グレンロイ（HMS Glenroy）
- 艦級名無し - 2隻

カランジャ（HMS Karanja）、ケレン（HMS Keren）
- 同型艦無し - 5隻

エル・ヒンド（HMIS El Hind）、カニンブラ（HMAS Kanimbla）、マヌーラ（HMAS Manoora）、ウェストラリア（HMAS Westralia）、パーシモン（HMS Persimmon）
- C1型、アメリカ海軍からの貸与艦 - 13隻

エンパイア・アンヴィル（HMS Empire Anvil）、エンパイア・バトルアックス（HMS Empire Battleaxe）、エンパイア・ガントレット（HMS Empire Gauntlet）、エンパイア・カットラス（HMS Empire Cutlass）
エンパイア・スピアヘッド（HMS Empire Spearhead）、エンパイア・ハルバード（HMS Empire Halberd）、エンパイア・ジャベリン（HMS Empire Javelin）、エンパイア・ブロードソード（HMS Empire Broadsword）
エンパイア・ランス（HMS Empire Lance）、エンパイア・メイス（HMS Empire Mace）、エンパイア・アークエバス（HMS Empire Arquebus）、エンパイア・レイピア（HMS Empire Rapier）
エンパイア・クロスボウ（HMS Empire Crossbow）
中型歩兵揚陸艦　LSI(M) - 2隻
- 艦級名無し - 2隻

プリンス・デイヴィッド（HMS Prince David）、プリンス・ヘンリー（HMS Prince Henry）
小型歩兵揚陸艦　LSI(S) - 9隻
- 艦級名無し - 2隻

プリンセス・ベアトリクス（HMS Prinses Beatrix）、クイーン・エマ（HMS Queen Emma）
- 同型艦無し

プリンス・ボードゥアン（HMS Prince Baudouin）、プリンス・チャールズ（HMS Prince Charles）、プリンス・レオポルド（HMS Prince Leopold）、プリンス・フィリップ（HMS Prince Phillipe）
プリンス・アルバート（HMS Prince Albert）、プリンセス・アストリッド（HMS Prinses Astrid）、プリンセス・ジョセフィーヌ・シャルロット（HMS Prinses Josephine Charlotte）
手動揚降式歩兵揚陸艦　LSI(H) - 10隻
- 艦級名無し - 2隻

ロイヤル・スコッツマン（HMS Royal Scotsman）、ロイヤル・アルスターマン（HMS Royal Ulsterman）
- 同型艦無し

ブリゲイディア（HMS Brigadier）、デューク・オブ・ウェリントン（HMS Duke of Wellington）、インヴィクタ（HMS Invicta）、アイル・オブ・ガーンジー（HMS Isle of Guernsey）
アイル・オブ・サネット（HMS Isle of Thanet）、レイアーズ・アイル（HMS Lairds Isle）、セント・ヘリア（HMS St Helier）、アルスター・モナーク（HMS Ulster Monarch）

##### WW II後の揚陸艦艇
- フィアレス級 - 2隻

フィアレス（L-10 Fearless）、イントレピド（L-11 Intrepid）
- オーシャン - 1隻

オーシャン(L-12 Ocean)
- アルビオン級 - 2隻

アルビオン（L-14 Albion）、ブルワーク（L-15 Bulwark）
- ベイ級 - 4隻

ラーグス・ベイ（L-3006 Largs Bay）、リム・ベイ（L-3007 Lyme Bay）、マウンツ・ベイ（L-3008 Mounts Bay）、カーディガン・ベイ（L-3009 Cardigan Bay）
- ラウンド・テーブル級 - 7隻

サー・ランスロット（L-3029 Sir Lancelot）、サー・ギャラハット（L-3005 Sir Galahad）、サージェラント（L-3027 Sir Geraint）、サー・パーシバル（L-3036 Sir Percivale）、サー・トリストラム（L-3505 Sir Tristram）
サー・ベディヴィア（L-3004 Sir Bedivere）、サー・ギャラハット(2代目)（L-3005 Sir Galafad）

#### 輸送艦艇
車両輸送艦
- ポイント級 - 6隻

ハースト・ポイント（Hurst Point）、エディストーン（Eddystone）、ロングストーン（Longstone）、ビーチーヘッド（Beachyhead）、ハートランド・ポイント（Hartland Point）、アンヴィル・ポイント（Anvil Point）

### 哨戒艦艇

#### 哨戒・警備艦艇
トローラー
- 『ツリー』型 - 20隻
- アルマンティエール級 - 12隻

（Arlieux）、（Armentiers）、（Arras）、（Givenchy）、（Loos）、（Thiepval）、（Festubert）、（Messines）、（St. Eloi）、（St. Julien）、（Vimy）、（Ypres）
- 『アクス』型 - 16隻

（Battleaxe）、（Boneaxe）、（Bronzeaxe）、（Coalaxe）、（Dreadaxe）、（Firmaxe）、（Frostaxe）、（Goldaxe）、（Greataxe）、（Iceaxe）、（Poleaxe）、（Silveraxe）、（Steamaxe）、（Stoneaxe）
（Sureaxe）、（Woodaxe）
哨戒艇
- アーチャー級 - 16隻

アーチャー（P-264 Archer）、ビター（P-270 Biter）、スマイター（P-272 Smiter）、パーサー（P-273 Pursuer）、ブレイザー（P-279 Blazer）、ダッシャー（P280 Dasher）、パンチャー（P-291 Puncher）
チャージャー（P-292 Charger）、レンジャー（P-293 Ranger）、トランペッター（P-294 Trumpeter）、エグザンプル（P-165 Example）、エクスプローラ（P-164 Explorer）、エクスプレス（P-163 Express）
エクスプロイト（P-167 Exploit）、トラッカー（P-274 Tracker）、レイダー（P-275 Raider）
- シミター級 - 2隻

シミター（P-284 Scimitar）、セイバー（P-285 Sabre）
哨戒艦
- キャッスル型 - 2隻

リーズ・キャッスル（P-258 Leeds Castle）、ダムバートン・キャッスル（P-265 Dumbarton Castle）
- ピーコック級 - 5隻

ピーコック（P-239 Peacock）、ブローヴァー（P-240 Plover）、スターリング（P-241 Starling）、スワロー（P-242 Swallow）、スウィフト（P-243 Swift）
- アイランド型 - 7隻

アングルジー（P-277 Anglesey）、オルダニー（P-278 Alderney）、ジャージー（P-295 Jersey）、ガーンジー（P-297 Guernsey）、シェトランド（P-298 Shetland）、オークニー（P-299 Orkney）、リンディスファーン（P-300 Lindisfarne）
- リバー型 - 4隻

タイン（P-281 Tyne）、セヴァン（P-282 Severn）、マージー（P-283 Mersey）、クライド（P-257 Clyde）
特設哨戒艇
リ・ウォ

### 補助艦艇

#### 補給艦艇
給油艦
- タイド型 (初代) - 6隻

（A-96 Tidereach）、（A-97 Tideflow）、（A-98 Tidesurge）、（A-99 Tide Austral ）、（A-75 Tidespring）、（A-76 Tidepool ）
- オル型 - 3隻

（A-122 Olwen）、（A-123 Olna）、（A-124 Olmeda）
- デール型 - 3隻

（A-221 Derwentdale）、（A-129 Dewdale）、（A-213 Ennerdale）
- ローバー型 - 5隻

グリーン・ローバー（A-268 Green Rover）、グレイ・ローバー（A-269 Grey Rover）、ブルー・ローバー（A-270 Blue Rover）、ゴールド・ローバー（A-271 Gold Rover）、ブラック・ローバー（A-272 Black Rover）
- リーフ型 - 8隻

ピア・リーフ（A-77 Pearleaf）、プラム・リーフ（A-78 Plumleaf）、アップル・リーフ（A-79 Appleleaf）、ブランブル・リーフ（A-81 Brambleleaf）、
チェリー・リーフ（A-82 Cherryleaf）、ベイ・リーフ（A-109 Bayleaf）、オレンジ・リーフ（A-110 Orangeleaf）、オーク・リーフ（A-111 Oakleaf）
- ウェーブ型 - 2隻

ウェーブ・ナイト（A-389 Wave Knight）、ウェーブ・ルーラー（A-390 Wave Ruler）
給兵・給糧艦
- ヒービー型
- ネス型 - 3隻

ライネス（A339 Lyness）、ターバットネス（A345 Tarbatness）、ストームネス（A344 Stromness）
- リソース級 - 2隻

リソース（A480 Resource）、リージェント（A486 Regent）
- フォート・グランジ級 - 2隻

フォート・グランジ（A-385 Fort Grange）※後に『フォート・ロザリー（Fort Rosalie）』、フォート・オースティン（A-386 Fort Austin）
補給艦
- フォート・ヴィクトリア級 - 2隻

フォート・ヴィクトリア（A-387 Fort Victoria）、フォート・ジョージ（A-388 Fort George）

#### 支援艦艇
潜水母艦
- メイドストーン級 - 2隻

メイドストーン、フォース
工作艦
- リソース - 1隻

リソース（F79 HMS Resource）
- ディリジェンス - 1隻

ディリジェンス（A-132 Diligence）

#### その他艦艇
航空支援艦
- アーガス - 1隻

アーガス（A-135 Argus）
特設防空艦
Qシップ
- コルフ - 1隻

コルフ（Corfu）
モニター艦
- ハンバー級

ハンバー（Humber）、セヴァーン（Severn）、マージー（Mersey）
- エレバス級

エレバス（Erebus）、テラー（Terror）
- ロバーツ級

ロバーツ（Roberts）、アバークロンビー（Abercrombie）
砲艦
- インセクト級

エイフィズ（Aphis）、Cicala、Cockchafer、Cricket、Gnat、レディバード、Mantis、Moth、Scarab、Tarantula
- サンドパイパー

海洋観測艦
- エコー級 - 2隻

エコー（H-87 Echo）、エンタープライズ（H-88 Enterprise）
- スコット - 1隻

スコット（H-131 Scott）
砕氷艦
- エンデュランス - 1隻

エンデュランス（A-171 Endurance）
貨物船
- MVサリナス

軍隊輸送船
- アスカニア、アストリアス、ディルワーラ、デュネラ、エンパイア・フォーウィ、エンパイア・ゲーリック、エンパイア・ケン、エンパイア・パークストン、キングスベリー、ニューオーストラリア

重量物運搬船
オースダウアー、エネルギー
サルベージ船
M/Vディスペンサー